# Polizei- und Ordnungsrecht
Das Polizei- und Ordnungsrecht (häufig abgekürzt als POR, auch Polizeirecht oder polizeiliches Gefahrenabwehrrecht) umfasst einen Teil des deutschen besonderen Verwaltungsrechts, der die Gefahrenabwehr durch Vollzugspolizei und andere Behörden zum Gegenstand hat. Der Begriff Gefahr bezeichnet eine drohende oder bereits eingetretene Schädigung der öffentlichen Sicherheit oder Ordnung. Das Polizei- und Ordnungsrecht regelt, unter welchen Voraussetzungen Behörden Maßnahmen zur Abwehr von Gefahren ergreifen und diese vollstrecken dürfen. Zudem regelt es die Haftungsfolgen von Gefahrenabwehrmaßnahmen.
Das Polizei- und Ordnungsrecht umfasst zahlreiche Rechtsquellen. Seine Grundlage bilden die allgemeinen Gefahrenabwehrgesetze der Länder, etwa die Polizeigesetze oder die Sicherheits- und Ordnungsgesetze. Hinzu kommen zahlreiche spezielle Gesetze, die einzelne Materien detailliert behandeln. Sie bilden das besondere Polizei- und Ordnungsrecht und fallen teilweise in die Gesetzgebungszuständigkeit der Länder, teilweise in die des Bundes. Zum besonderen Ordnungsrecht zählen beispielsweise der Grenzschutz, das Gewerberecht, das Bauordnungsrecht und das Umweltrecht.
Dem präventiv ausgerichteten Polizei- und Ordnungsrecht steht die Aufklärung von Straftaten und Ordnungswidrigkeiten als repressive Aufgabe gegenüber. Die Ahndung von Straftaten erfolgt durch die Strafverfolgungsbehörden unter der Leitung der Staatsanwaltschaft und richtet sich nach dem Strafprozessrecht. Die Verfolgung von Ordnungswidrigkeiten erfolgt nach pflichtgemäßen Ermessen (Opportunitätsprinzip) und wird nach Einleitung eines Bußgeldverfahrens bei den jeweils zuständigen Bußgeldstellen weiterbearbeitet.

## Entstehungsgeschichte

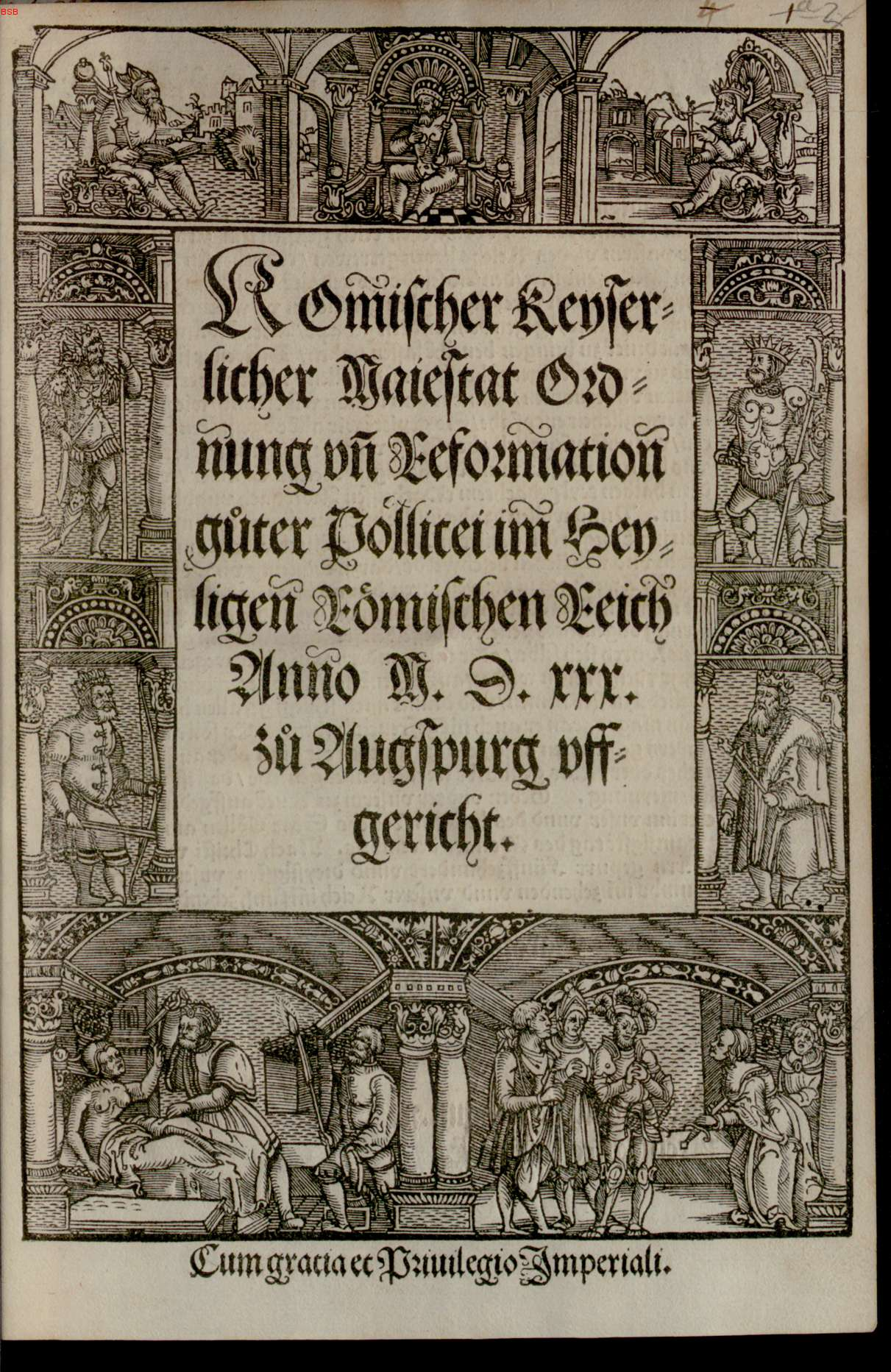
Polizeiordnung von Kaiser Karl V. 1530 (Titel)

### Von der Polizeiordnung zum Polizeirecht
Der Begriff Polizei wurzelt im altgriechischen Wort politeia (πολιτεία), das die gesamte Staatsverwaltung beschrieb. In die deutsche Amtssprache fand der Begriff Polizey im 15. Jahrhundert Einzug, wo er in mehreren Polizeiordnungen verwendet wurde. Dort beschrieb er den Zustand der guten Ordnung des Gemeinwesens. Um diesen Zustand zu erhalten, gaben die Polizeiordnungen den Landesherren umfassende Regelungsbefugnisse, etwa für die Marktaufsicht, die Strafverfolgung sowie für die Durchsetzung von Standesordnung und religiösen Geboten. Der damalige polizeiliche Zuständigkeitsbereich war also wesentlich weiter gefasst, als es heute der Fall ist.
In der Zeit des Absolutismus kam es zu einer Ausdehnung des polizeilichen Aufgabenbereichs auf die Staatsverwaltung. Insbesondere in Angelegenheiten betreffend die Wirtschaft wurde er um gestaltende Aufgaben erweitert. Die Ausweitung der polizeilichen Befugnisse stützte sich auf äußerst vage Rechtsgrundlagen, weshalb deren Ausmaß und Grenzen nur schwer bestimmbar waren. Hoheitsträger schlossen regelmäßig vom Zweck ihres Handelns auf ihre Befugnisse. Die außerordentliche Weite der polizeilichen Zuständigkeitsbereiche bildete die Grundlage des Polizeistaats.

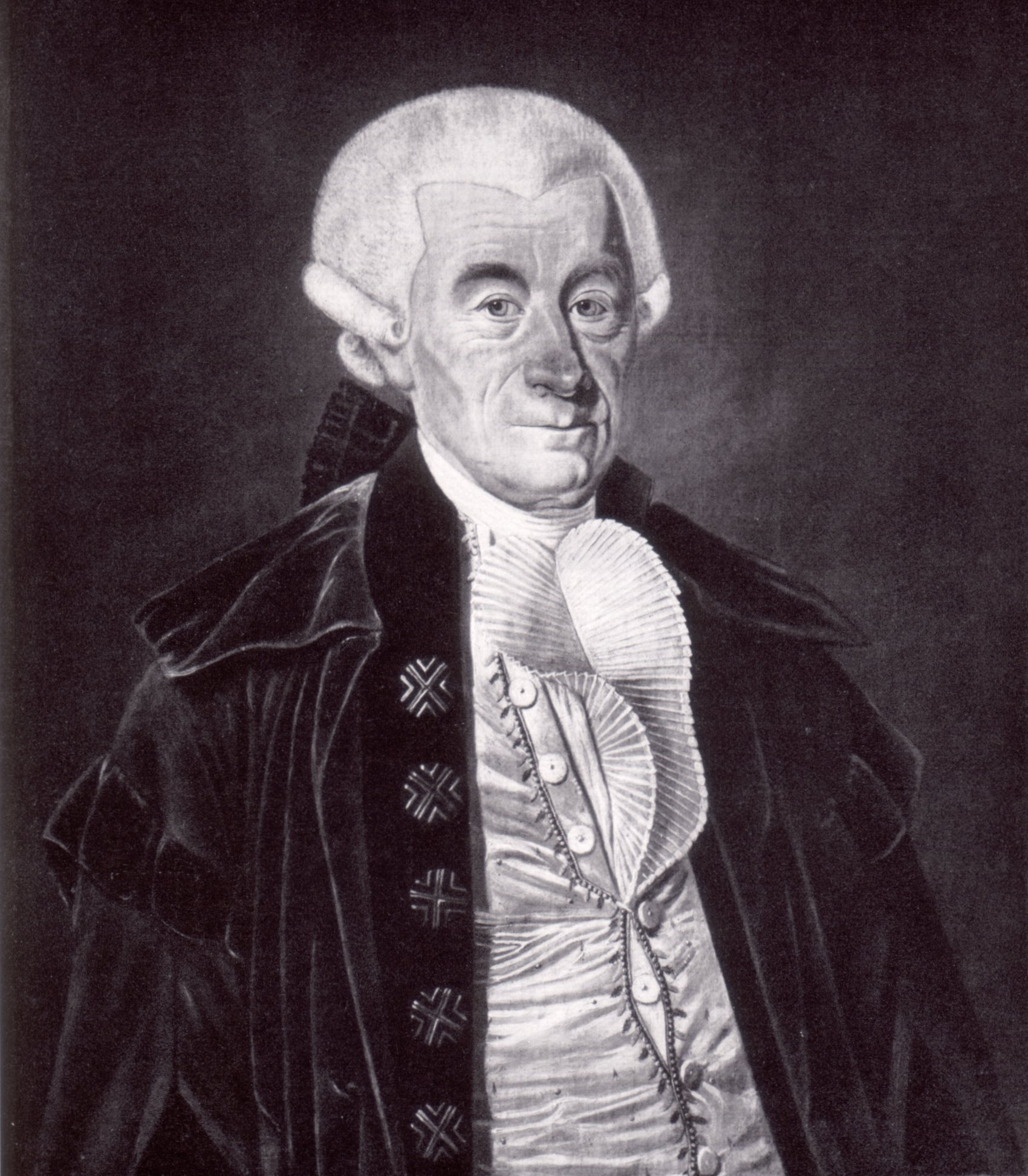
Johann Stephan Pütter

Die große und inhaltlich wenig bestimmbare Machtfülle der Polizeigewalt stieß in der Bevölkerung zunehmend auf Ablehnung. Infolgedessen entwickelte sich ein engeres Verständnis polizeilicher Aufgaben, das durch eine sich herausbildende Polizeiwissenschaft geprägt wurde. Dies führte zu einer Beschränkung der polizeilichen Zuständigkeit auf Angelegenheiten der inneren Verwaltung, insbesondere auf die Gefahrenabwehr und die Daseinsvorsorge.

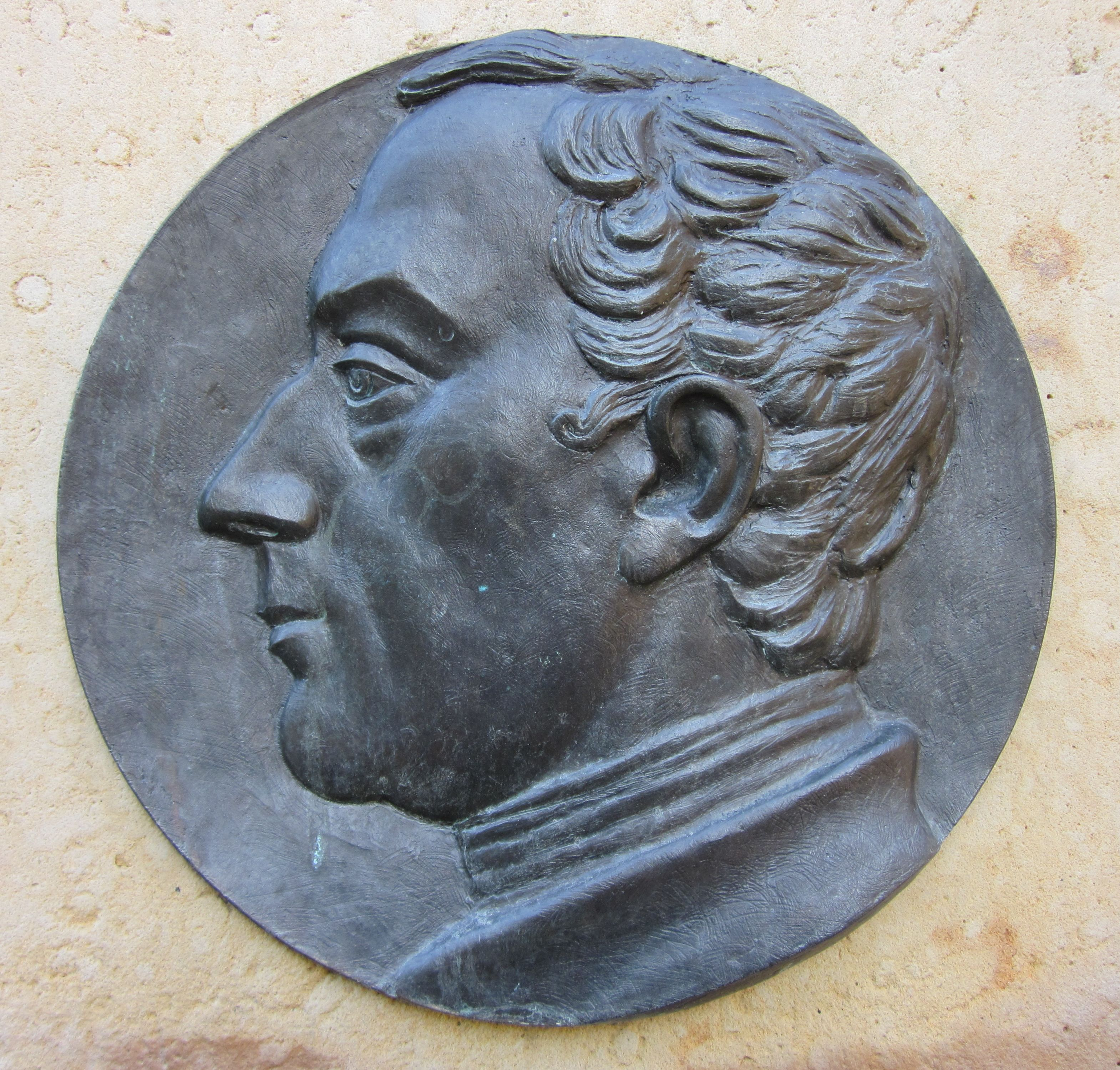
Carl Gottlieb Svarez

Im Zuge der Aufklärung wurde die Zuständigkeit der Polizei auf Anregung zahlreicher Juristen, etwa Johann Stephan Pütter und Carl Gottlieb Svarez, weiter auf die Gefahrenabwehr eingeengt. So betrachtet etwa das Preußische Allgemeine Landrecht (ALR) von 1794 die Gefahrenabwehr als zentrale Aufgabe der Polizei. Dennoch erließen die deutschen Gliedstaaten auch während der Aufklärung zahlreiche Rechtssätze, die der Polizei eine umfassende Verwaltungszuständigkeit zuwiesen. So blieben wesentliche Elemente des Polizeistaats insbesondere während der Restauration im frühen 19. Jahrhundert bestehen.
Zu einer stärkeren rechtsstaatlichen Begrenzung der Polizeitätigkeit kam es im Anschluss an die Deutsche Revolution von 1848–1849: Der Aufgabenkreis der Polizei wurde auf die Abwehr von Gefahren beschränkt. Auch nahmen die Gesetzgeber zunehmend Abstand davon, der Polizei das Recht einzuräumen, die Mittel zu ergreifen, die sie zur Erfüllung ihrer Aufgaben für erforderlich hielt. Diese subjektive Betrachtung wurde durch eine objektive ersetzt: Die Polizei durfte nur solche Mittel ergreifen, die tatsächlich erforderlich waren, um das angestrebte Ziel zu erreichen.

### Polizeirecht vom Kaiserreich bis zum Nationalsozialismus

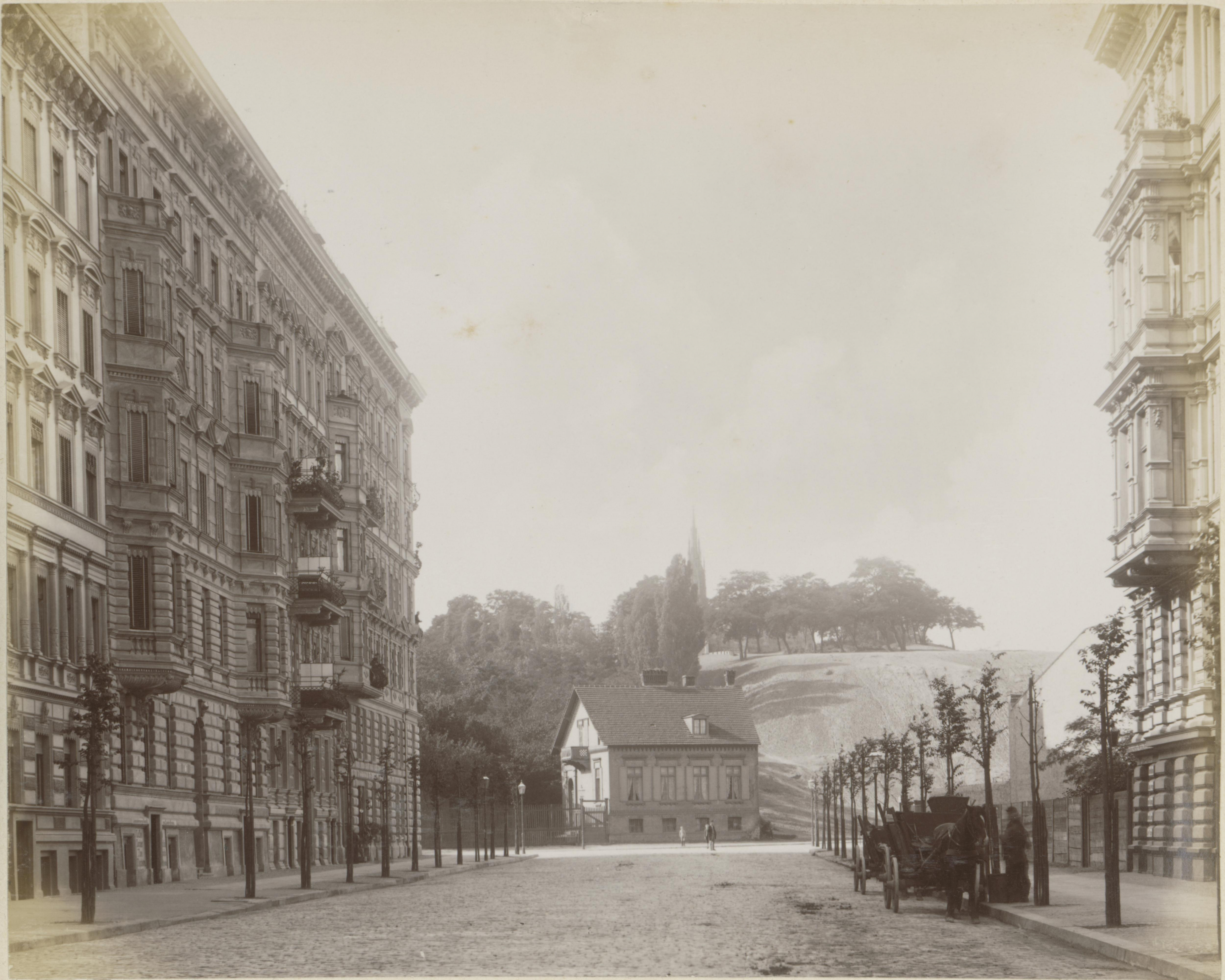
Kreuzbergdenkmal

Die zunehmende rechtsstaatliche Bindung der Polizei setzte sich nach der Gründung des Deutschen Kaiserreichs fort. Sie zeigte sich insbesondere im Kreuzbergerkenntnis des preußischen Oberverwaltungsgerichts vom 14. Juni 1882. In diesem Rechtsstreit stellte das Gericht fest, dass die Polizei nicht befugt war, eine Verordnung zum Schutz des Stadtbilds zu treffen, da dies nicht der Gefahrenabwehr diente und damit nicht den Zuständigkeitsbereich der Polizei fiel. Durch dieses und weitere Urteile schuf die Rechtsprechung bedeutende Grundlagen für ein rechtsstaatliches Polizeiwesen. Hierzu zählt insbesondere das Verhältnismäßigkeitsprinzip, das noch heute eine wesentliche Rechtmäßigkeitsvoraussetzung staatlichen Handelns darstellt.
Das Polizeirecht des Kaiserreichs wurde im Wesentlichen durch die Länder geregelt. Dies hatte zur Folge, dass sich zwei unterschiedliche Regelungstechniken herausbildeten: In Norddeutschland bildeten nach dem Vorbild des Paragraph 10 II 17 ALR Generalklauseln, äußerst weit gefasste Rechtsnormen, eine wesentliche Grundlage polizeilichen Handelns. In Süddeutschland ergaben sich die Eingriffsbefugnisse der Polizei hingegen weitgehend aus Spezialregelungen. Beide Regelungstechniken wurden in der Weimarer Republik miteinander verbunden. Im Übrigen unterschied sich das Polizeirecht zunächst kaum von dem des Kaiserreichs. 1931 schuf der preußische Gesetzgeber mit dem Polizeiverwaltungsgesetz eine neue Rechtsgrundlage für das Polizeirecht, das die Fortentwicklung des Polizeirechts durch die Rechtsprechung aufgriff und kodifizierte.
In der Zeit des Nationalsozialismus kam es zu einer deutlichen Ausweitung der polizeilichen Zuständigkeit und zur Aufgabe rechtsstaatlicher Prinzipien. Die Polizei erhielt die Aufgabe, die nationalsozialistische Ideologie zu fördern und aufrechtzuerhalten. Zu diesem Zweck wurde sie zentralisiert und erhielt zahlreiche weit gefasste Sonderbefugnisse, die weit über den Bereich der Gefahrenabwehr hinausgingen. So wurde etwa die Geheime Staatspolizei gebildet, die umfassenden Eingriffsrechte zur Bekämpfung politischer Gegner des Regimes erhielt und richterlicher Kontrolle entzogen war.

### Nach dem Zweiten Weltkrieg: Entwicklung in Westdeutschland

#### Entpolizeilichung unter den Westalliierten und Abtrennung des Ordnungsrechts
Nach dem Ende des Zweiten Weltkriegs bemühten sich die westlichen Besatzungsmächte darum, einen erneuten Missbrauch der Polizei als Machtinstrument zu verhindern. Zu diesem Zweck wurden Nachrichtendienste und Polizei strikt voneinander getrennt. Weiterhin wurde die Polizei weitgehend dezentralisiert, indem sie im Wesentlichen den Ländern und Gemeinden unterstellt wurde. Schließlich wurde eine weitgehende Entpolizeilichung der öffentlichen Verwaltung angestrengt: der Aufgabenkreis der uniformierten Vollzugspolizei sollte sich auf die Gefahrenabwehr vor Ort in Eilfällen beschränken. Im Regelfall sollte die Gefahrenabwehr durch Verwaltungsbehörden wahrgenommen werden, deren Verfahren im Vergleich zur Vollzugspolizei strenger formalisiert und deren Eingriffsbefugnisse weniger einschneidend sind.
Um die Entpolizeilichung abzusichern, wurde in einigen Bundesländern eine organisatorische Trennung zwischen uniformierter Vollzugspolizei und Polizeiverwaltung eingeführt. Dies betraf insbesondere die Bundesländer unter britischer und amerikanischer Verwaltung. Besonders deutlich zeigt sich die Trennung von Vollzugspolizei und Polizeiverwaltung in Nordrhein-Westfalen: Dort ist die Polizei von den allgemeinen und besonderen Ordnungsbehörden organisatorisch getrennt und verfügt mit dem Polizeigesetz (PolG NRW) über eine eigenständige Rechtsgrundlage. Gemäß § 1 Abs. 1 S. 3 PolG NRW ist die Polizei lediglich dann für die Gefahrenabwehr zuständig, wenn die Ordnungsbehörde nicht oder nicht rechtzeitig eingreifen kann.

#### Polizeigesetze der 1. Generation (1950er/1960er)
Nach der Gründung der Bundesrepublik begannen die Länder mit dem Erlass von Polizeigesetzen. Diese orientierten sich weitgehend am preußischen Polizeiverwaltungsgesetz von 1931 und wiesen untereinander eine ähnliche Struktur auf. Im Mittelpunkt der Landesgesetze stand eine Generalklausel, welche die Polizei dazu ermächtigte, die notwendigen Maßnahmen zur Gefahrenabwehr zu treffen. Ergänzt wurde die Generalklausel für häufig wiederkehrende und besonders eingriffsintensive Maßnahmen durch Standardmaßnahmen. Als Grundvoraussetzung polizeilichen Handelns galt das Vorliegen einer konkreten Gefahr für die öffentliche Sicherheit oder Ordnung.

#### Polizeigesetze der 2. Generation (1970er)
Ab den 1970er Jahren begannen die Gesetzgeber unter dem Eindruck von Studentenbewegungen, der Taten der Roten-Armee-Fraktion und der Zunahme von organisierter Kriminalität, die Eingriffsbefugnisse der Polizei auszuweiten. Eine maßgebliche Motivation war die Unterstützung der Strafverfolgung. Zu diesem Zweck schufen die Landesgesetzgeber neue Standardmaßnahmen, die den Tätigkeitsbereich der Polizeibehörden zunehmend auf die Straftatenvorsorge ausdehnten. Deren Anwendungsbereich war der Abwehr konkreter Gefahren regelmäßig vorgelagert. Die neugeschaffenen Ermächtigungsgrundlagen verzichteten daher zunehmend auf die Tatbestandsvoraussetzung Gefahr. Stattdessen knüpften sie an das Vorliegen von Situationen an, in denen eine erhöhte Wahrscheinlichkeit der Begehung von Straftaten bestand. Diese tatbestandliche Ausdehnung hatte zur Folge, dass sich die Anforderungen verringerten, unter denen Personen durch Gefahrenabwehrmaßnahmen in Anspruch genommen werden konnten.
Bei der Überarbeitung ihrer Polizeigesetze orientierten sich die Landesgesetzgeber am Musterentwurf eines einheitlichen Polizeigesetzes, den die Innenministerkonferenz zwischen 1972 und 1977 erarbeitete. Mit diesem Entwurf bezweckten die Minister länderübergreifend die Vereinheitlichung der Polizeigesetze.

#### Polizeigesetze der 3. Generation (1980er)

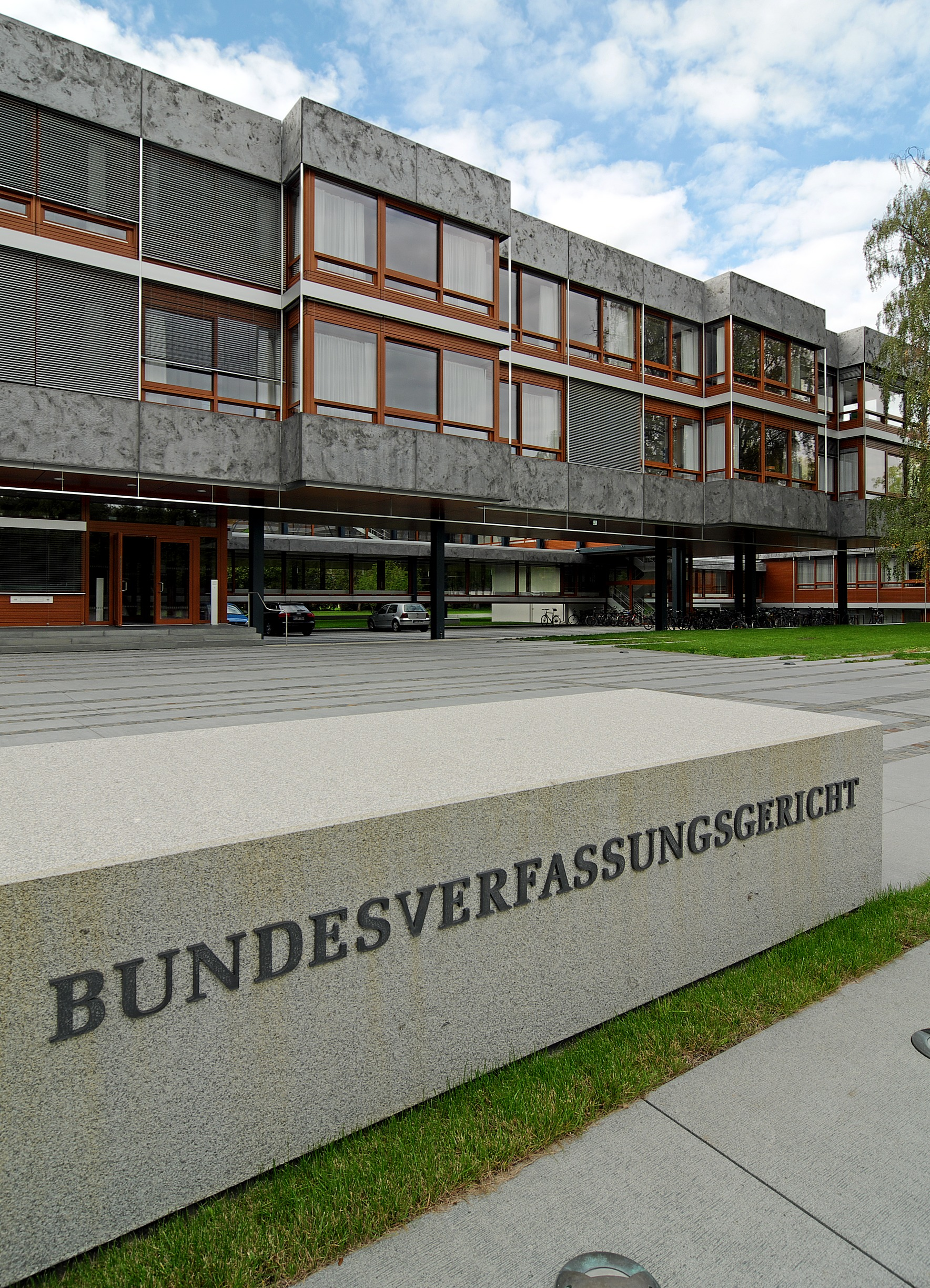
Richtergebäude des Bundesverfassungsgerichts

In den 1980er Jahren bemühten sich die Gesetzgeber darum, Rechtsgrundlagen für die Erlangung und Verarbeitung personenbezogener Daten, etwa durch Observation und Rasterfahndung, zu schaffen. Hierdurch wollten sie den Gefahrenabwehrbehörden ermöglichen, den technischen Fortschritt in der Datenverarbeitungstechnik zur Wahrnehmung ihrer Aufgaben zu nutzen; insbesondere die organisierte Kriminalität sollte durch Prävention bekämpft werden. Zu diesem Zweck nahm die Innenministerkonferenz eine Ergänzung des Musterentwurfs vor, um entsprechende informationelle Eingriffsbefugnisse zu schaffen. Hierdurch wurden zahlreiche Regelungen geschaffen, von denen einige auch heimliche Eingriffe in Grundrechte erlaubten, was in dieser Form eine Neuerung darstellte. Die Bundesländer ergänzten ihre Polizeigesetze daraufhin um entsprechende Vorschriften.
Die Änderungen der Polizei- und Ordnungsgesetze wurde maßgeblich durch die Rechtsprechung des Bundesverfassungsgerichts angestoßen und geprägt, das den Gesetzgebern insbesondere für Eingriffe in das Recht auf informationelle Selbstbestimmung Leitlinien vorgab. Eine grundlegende Entscheidung stellt in diesem Zusammenhang das Volkszählungsurteil von 1983 dar, in dem das Bundesverfassungsgericht das Recht des Einzelnen anerkannte, über Preisgabe und Verwendung seiner personenbezogenen Daten zu entscheiden. Für Rechtsgrundlagen über Erhebung und Verarbeitung solcher Daten forderte das Gericht, dass diese Art und Ausmaß des Eingriffs präzise bezeichnen und das die Grundrechtsbeeinträchtigungen nicht außer Verhältnis zum hiermit verfolgten Zweck stehen.

### Nach dem Zweiten Weltkrieg: Entwicklung in Ostdeutschland
In Ostdeutschland errichtete die sowjetische Besatzungsmacht mit der Deutschen Volkspolizei eine zentralistisch organisierte Polizei, welche die kommunistische Diktatur absichern sollte. Unmittelbar nach Kriegsende war die Polizei den Ländern unterstellt. Nach der Gründung der DDR wurde sie dem Ministerium des Innern untergeordnet und wurde damit zentralstaatlich geführt. 1950 wurde der Staatssicherheitsdienst eingerichtet, der als Geheimpolizei der politischen Überwachung und Unterdrückung diente. 1952 wurde die Kasernierte Volkspolizei gegründet, der Vorläufer der Nationalen Volksarmee.
1968 wurde das Gesetz über die Aufgaben und Befugnisse der Deutschen Volkspolizei erlassen, das in den folgenden Jahren die Grundlage des polizeilichen Handelns in der DDR bildete. Es wies in seinem Aufbau Parallelen zu den westdeutschen Polizeigesetzen auf, die Eingriffsschwellen lagen jedoch niedriger, insbesondere für den Schusswaffengebrauch.
Am 1. Oktober 1990 trat in der DDR ein neues Polizeigesetz in Kraft, das sich am westdeutschen Musterentwurf orientierte und das Recht der Vollzugspolizei regelte. Hierdurch sollte der ostdeutschen Polizei eine Rechtsgrundlage gegeben werden, die nach der Wiedervereinigung vorläufig Bestand haben kann, damit die Einigung keinen rechtsfreien Raum im Bereich der Gefahrenabwehr bewirkt.

### Seit der Wiedervereinigung
Nach der Auflösung der DDR wurde die Polizei in Ostdeutschland nach dem Vorbild Westdeutschlands neu strukturiert. So schufen die neuen Bundesländer zwischen 1992 und 1996 eigene Polizeigesetze, die das Polizeigesetz der DDR von 1990 ablösten. Zudem entwickelten sie Ordnungsgesetze, um die westliche Entpolizeilichung der Verwaltung umzusetzen.
Die weitere Entwicklung des Polizeirechts ist seit der Wiedervereinigung maßgeblich durch die Bekämpfung der grenzüberschreitenden organisierten Kriminalität beeinflusst. Um deren Effektivität zu erhöhen, schufen die Gesetzgeber die Grundlagen für den Ausbau der nationalen und internationalen Zusammenarbeit bei der Gefahrenabwehr. Auch weitete der Bund die Kompetenzen seiner Gefahrenabwehrbehörden zunehmend aus.

#### Bundesgrenzschutzgesetz von 1994
1994 begann eine grundlegende Reform des Polizeirechts auf Bundesebene. Durch Überarbeitung des Bundesgrenzschutzgesetzes, dem heutigen Bundespolizeigesetz, wurden die Rechtsgrundlagen des Bundesgrenzschutzes an die jüngeren Entwicklungen der Landepolizeigesetze angeglichen. Dies betraf insbesondere das Recht der Datenerhebung und -Verarbeitung. Um die Forderung des Gerichts nach hinreichend präzisen Ermächtigungsgrundlagen für diese Maßnahmen umzusetzen, schuf der Gesetzgeber entsprechende Rechtsnormen. Ferner präzisierte er den Aufgabenbereich des Grenzschutzes, vor allem bezüglich der Strafverfolgung, die sich bislang maßgeblich nach dem allgemein gehaltenen § 163 der Strafprozessordnung (StPO) richtete.

#### BKA-Gesetz von 1997
1997 erfolgte eine Novelle des BKA-Gesetzes, was ebenfalls eine Reaktion des Bundes auf das Volkszählungsurteil des Bundesverfassungsgerichts war. Der Gesetzgeber ergänzte umfangreiche Regelungen zur Datenerhebung und -Verarbeitung durch das Bundeskriminalamt (BKA), um die Vorgaben des Urteils umzusetzen. Zudem erweiterte er die Kompetenzen des Bundeskriminalamts, das zwecks effektiver Kriminalitätsbekämpfung stärker die länderübergreifende Kooperation von Polizeibehörden fördern sollte.

#### Polizeirecht in Anbetracht des internationalen Terrorismus
Infolge der Terroranschläge vom 11. September 2001 trat die Abwehr der Gefahren des internationalen Terrorismus als Faktor hinzu, der die weitere Entwicklung des deutschen Sicherheitsrechts in großem Maß prägte und zu zahlreichen Gesetzesänderungen führte.
Die Landesgesetzgeber ergänzten die Polizeigesetze um zahlreiche Maßnahmen, die insbesondere der vorbeugenden Überwachung von Gefahrenquellen und dem Gewinnen und Austauschen von Informationen dienten. Zahlreiche Bundesgesetze wurden durch das Terrorismusbekämpfungsgesetz von 2002 geändert, mit dem der Bund insbesondere die Befugnisse seiner Geheimdienste erweiterte. In den Folgejahren bemühte sich der Bund um eine stärkere Koordinierung der Landespolizeien bei der Terrorismus- und Kriminalitätsbekämpfung. Besonders kontrovers war dabei das vom Bund 2005 erlassene Luftsicherheitsgesetz, dessen § 14 später vom Bundesverfassungsgericht für verfassungswidrig erklärt wurde.
2008 ergänzte der Bund das BKA-Gesetz um mehrere polizeiliche Befugnisnormen, die das BKA etwa zur Online-Durchsuchung, zur Rasterfahndung und zur technischen Überwachung von Wohnraum ermächtigten. Aufgrund seiner Grundrechtseingriffe wurde das BKA-Gesetz durch mehrere Verfassungsbeschwerden angegriffen, denen das Bundesverfassungsgericht 2016 stattgab. Dieses Urteil präzisierte die verfassungsrechtlichen Anforderungen an Richtervorbehalte und die parlamentarischen Kontrolle bei der heimlichen Datenerhebung. Infolgedessen mussten nicht nur das BKA-Gesetz überarbeitet werden, auch einige Landespolizeigesetze bedurften einer Anpassung an die Vorgaben des Gerichts.
Reformen waren ebenfalls zur Umsetzung der europäischen JI-Richtlinie für den Datenschutz in den Bereichen Polizei und Justiz (Richtlinie (EU) 2016/680) erforderlich. Verschiedene Bundesländer überarbeiten deshalb seit 2017 ihre Polizeigesetze.

#### Jüngste Reformen der Landespolizeigesetze

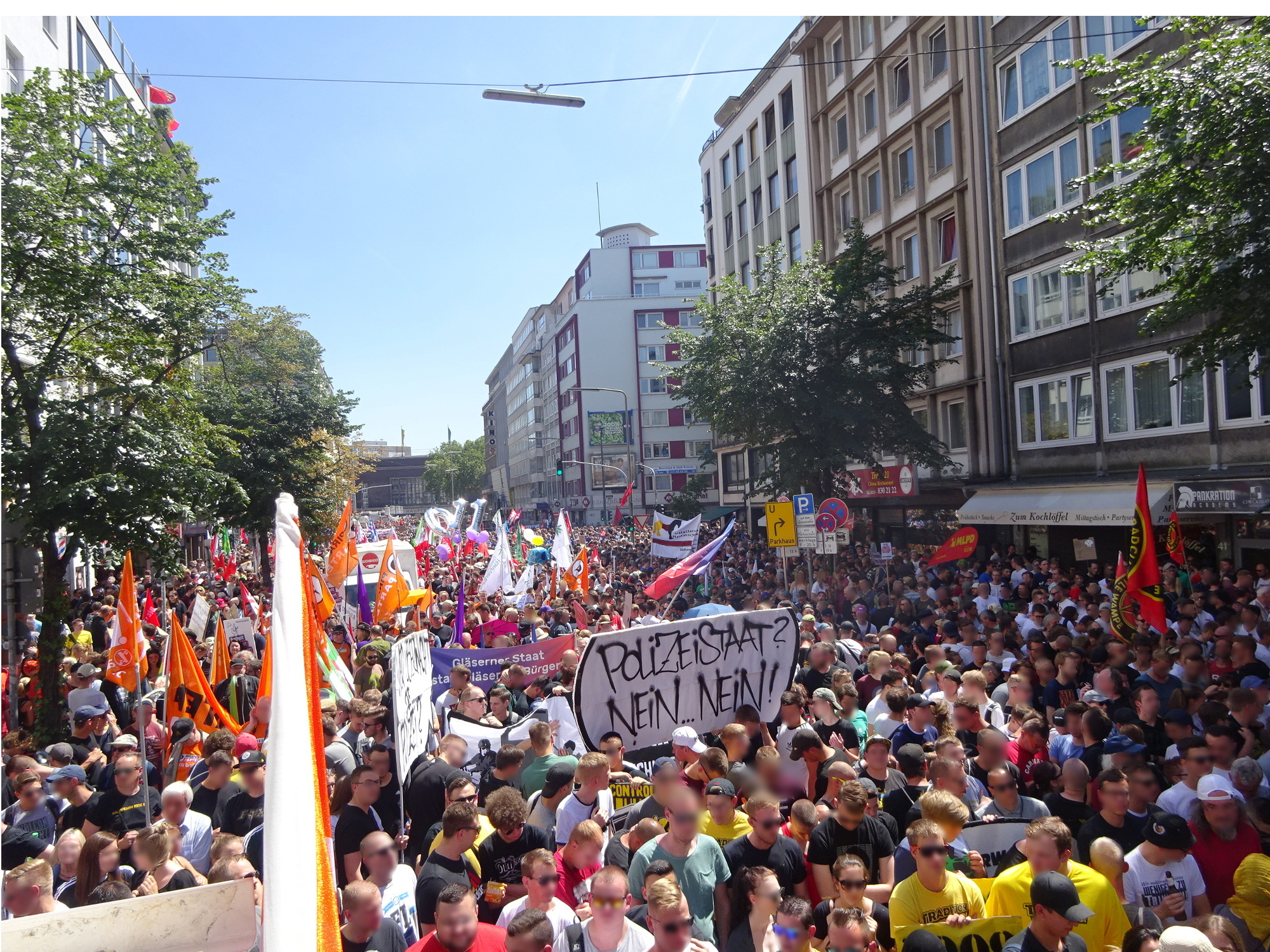
Demonstration in Düsseldorf gegen das geplante Polizeigesetz, 2018

Ab 2017 wurden in Bayern (Innenminister Joachim Herrmann, CSU) und Baden-Württemberg (Innenminister Thomas Strobl, CDU) Versuche unternommen, „in besonderen Einzelfällen, gerade auch im Zusammenhang mit terroristischen Anschlägen“ den Landespolizeien der Einsatz von „Handgranaten oder anderen Explosivmitteln“ zu erleichtern. Kritik an dem Vorhaben gab von den in Baden-Württemberg mitregierenden Grünen, zivilgesellschaftlichen Initiativen, Netzaktivisten und Friedensinitiativen; auch die Gewerkschaft der Polizei (GDP) lehnt die Ausstattung der Polizei mit Handgranaten ab.
In Bayern trat am 25. Mai 2018 eine überarbeitete Fassung des Polizeiaufgabengesetzes in Kraft. Hierdurch wurden die Eingriffsbefugnisse der Polizei dahingehend erweitert, dass diese bereits im Vorfeld des Entstehens von Gefahren gegen potentiell gefährliche Personen Zwangsmaßnahmen ergreifen darf. In weiteren Bundesländern, etwa in Nordrhein-Westfalen und Niedersachsen, befinden sich ähnliche Reformen im Gesetzgebungsverfahren.
Die Reformen der Polizeigesetze, insbesondere die Einführung des Begriffs der drohenden Gefahr, riefen sowohl gegen das bayerische Polizeiaufgabengesetz als auch das nordrhein-westfälische Polizeigesetz breiten öffentlichen Protest hervor. Auch Verfassungsrechtler und Datenschützer äußerten erhebliche Bedenken gegen die geplanten Änderungen. So kam etwa der Richter Markus Löffelmann zum Urteil, dass der nordrhein-westfälische Entwurf zwar deutlich moderater als die bayerischen Änderungen ausfalle, dennoch beinhalte er auf das Gefahrenvorfeld bezogene Weiterungen, die verfassungsrechtlich bedenklich seien. Mit Ausnahme der Polizeiverbände stieß der Entwurf auf breite Kritik bei der Anhörung im Landtag Nordrhein-Westfalen. Die FDP-Politiker Gerhart Baum und Burkhard Hirsch kündigten an, gegen das Polizeigesetz vor dem Bundesverfassungsgericht zu klagen.
Der Stuttgarter Ableger des Chaos Computer Club hat Ende 2018 Zugriff zu einem Entwurf eines verschärften Polizeigesetz aus dem Innenministerium in Baden-Württemberg erhalten. Bereits 2017 wurde das Gesetz verschärft. Unter dem Kürzel NoPolGBW hat sich Widerstand formiert, initiiert von der Piratenpartei Deutschland.

#### Europarechtliche Einflüsse und internationale Zusammenarbeit
Zur effektiveren Bekämpfung von Gefahren, insbesondere der organisierten Kriminalität und des Terrorismus wuchs in den letzten Jahren die internationale Zusammenarbeit der Polizeibehörden, insbesondere auf europäischer Ebene. Diese Entwicklung ging zunächst maßgeblich von den EU-Mitgliedstaaten aus, die miteinander entsprechende Abkommen schlossen. So entstanden mehrere Vorhaben zur grenzüberschreitenden Gefahrenabwehr. Das Schengener Durchführungsübereinkommen legte etwa die Grundlagen für eine verstärkte grenzübergreifende Kooperation der Polizeibehörden der Vertragsstaaten. Mithilfe des Schengener Informationssystems sollte die staatenübergreifende Fahndung vereinfacht werden.
Durch den Vertrag von Maastricht von 1993 übertrugen die Mitgliedstaaten der Union Kompetenzen für die Innen- und Justizpolitik. Im Vertrag von Amsterdam von 1999 hielten die Mitgliedstaaten das Ziel fest, einen europäischen Raum der Freiheit, der Sicherheit und des Rechts zu schaffen. Dieses Ziel sollte in erster Linie durch verstärkte Kooperation der Mitgliedstaaten erreicht werden, die durch die Union gefördert wird. Infolgedessen entstanden mehrere europäische Agenturen, etwa Europol, Eurojust und Frontex. Der Vertrag von Lissabon von 2009 griff dieses Ziel auf und reformierte die polizeiliche Zusammenarbeit auf Unionsebene. Er übertrug der Union Kompetenzen, die über das bloße Koordinieren der Tätigkeiten der Mitgliedstaaten hinausgehen. Inzwischen findet eine „stille Harmonisierung“ des mitgliedstaatlichen Polizeirechts vor allem über das Datenschutzrecht der Europäischen Union statt.
Einen weiteren rechtlichen Rahmen für das Handeln deutscher Gefahrenabwehrbehörden stellen die Europäische Menschenrechtskonvention und deren Auslegung durch den Europäischen Gerichtshof für Menschenrechte dar.

## Gesetzgebungskompetenz
Grundsätzlich liegt die Gesetzgebungskompetenz gemäß Art. 30, Art. 70 des Grundgesetzes (GG) bei den Ländern. Der Bund ist lediglich in den Bereichen regelungsbefugt, für die ihm das Grundgesetz eine Gesetzgebungskompetenz zuweist. Für das allgemeine Polizei- und Ordnungsrecht existiert eine solche nicht. Daher liegt dieses Gebiet im Kompetenzbereich der Länder, die mit ihren allgemeinen Polizei- und Ordnungsgesetzen entsprechende Regelungen geschaffen haben.
Für einzelne Bereiche des Gefahrenabwehrrechts besitzt der Bund die Gesetzgebungskompetenz: Gemäß Art. 73 Abs. 1 Nr. 5 GG darf ausschließlich er Regelungen zum Grenzschutz und zum Zollrecht treffen. Dieser Titel ist die Grundlage des Bundespolizeigesetzes. Art. 73 Abs. 1 Nr. 10 GG weist dem Bund ferner die Kompetenz zur Regelung der Zusammenarbeit von Bund und Land in den Bereichen Kriminalpolizei und Verfassungsschutz zu. Auf diesem Titel beruht das BKA-Gesetz. Ebenfalls zuständig ist der Bund gemäß Art. 73 Abs. 1 Nr. 9a GG zur Bekämpfung des internationalen Terrorismus; gemäß Art. 74 GG auch zur Regelung des Vereins-, Ausländer- und Gewerberechts. Für das Versammlungsrecht besaß der Bund bis zur Föderalismusreform von 2006 die Gesetzgebungskompetenz; seitdem sind ausschließlich die Länder zuständig. Gemäß Art. 125a GG gilt das Versammlungsgesetz des Bundes (VersG) fort, soweit die Länder von ihrer Gesetzgebungskompetenz keinen Gebrauch machen. Weitere Bundeskompetenzen wurzeln in Annexkompetenzen. So kann der Bund etwa auf Grundlage von Art. 73 Abs. 1 Nr. 6 GG Regeln zur Gefahrenabwehr im Luftverkehr erlassen.

## Gegenstand des Polizei- und Ordnungsrechts

### Polizeiliche Gefahrenabwehr
In den Polizei- und Ordnungsgesetzen fast aller deutschen Länder definiert der erste Paragraph, dass es Aufgabe der Polizei- und Ordnungsbehörden ist, Gefahren für Schutzgüter der öffentlichen Sicherheit abzuwehren. Hierbei handelt es sich um eine präventive Aufgabe: Polizei- und Ordnungsbehörden sollen verhindern, dass bestimmte Gefahren eintreten oder bereits eingetretene Gefahren beseitigen. Die Gefahrenabwehr zählt rechtssystematisch zum besonderen Verwaltungsrecht. Eine Rechtsstreitigkeit über eine hierzu zählende Maßnahme stellt daher eine öffentlich-rechtliche Streitigkeit dar, für die gemäß § 40 Abs. 1 S. 1 der Verwaltungsgerichtsordnung (VwGO) der Verwaltungsrechtsweg eröffnet ist.
Nicht zum Regelungsgegenstand des Polizei- und Ordnungsrecht zählen repressive Aufgaben, welche von der Polizei neben ihren präventiven Aufgaben wahrgenommen werden. Hierzu zählt die bundesrechtlich geregelte Verfolgung von Straftaten und Ordnungswidrigkeiten. Rechtsstreitigkeiten über repressives Handeln der Polizei sind den ordentlichen Gerichten zugewiesen. Enthält Polizeihandeln sowohl präventive als auch repressive Elemente, richtet sich ihre rechtliche Beurteilung nach ihrem Schwerpunkt.

#### Die Grenze zur nichtpolizeilichen Gefahrenabwehr
Von der polizeilichen Gefahrenabwehr ist die nichtpolizeiliche Gefahrenabwehr abzugrenzen, die durch Feuerwehr und Hilfsorganisationen wahrgenommen wird. Hierzu zählen etwa der Brand- und der Katastrophenschutz.

#### Schutz der öffentlichen Sicherheit und Ordnung
Als Schutzgut bezeichnen die Bundesländer übereinstimmend die öffentliche Sicherheit. Außer in Bremen und Schleswig-Holstein ist die Polizei darüber hinaus auch für den Schutz der öffentlichen Ordnung zuständig.

##### Öffentliche Sicherheit
Zur öffentlichen Sicherheit zählt die Unversehrtheit der Rechtsordnung, also des gesamten geschriebenen Rechts. Dies umfasst insbesondere verwaltungs- und strafrechtliche Verbote.
Weiterhin schützt die öffentliche Sicherheit Individualrechtsgüter. Hierbei handelt es sich um Rechte und Rechtspositionen, die das öffentliche Recht dem Einzelnen zuordnet. Dies trifft etwa auf Leben, körperliche Unversehrtheit und Eigentum zu. Keinen Bestandteil der öffentlichen Sicherheit stellen demgegenüber ausschließlich private Rechte dar, etwa Forderungen, deren Schutz der Zivilgerichtsbarkeit zugewiesen ist. Oft bedeutet eine Verletzung eines Individualrechtsguts zugleich eine Verletzung der Rechtsordnung, sodass bereits aus diesem Grund eine Gefahr vorliegt. Eigenständige Bedeutung besitzen Individualrechtsgüter als Schutzgut, wenn deren drohende Verletzung nicht gegen Recht verstößt, so etwa bei Naturereignissen und Selbstgefährdungen. Bei letzteren ist jedoch zu beachten, dass der Bürger kraft seiner allgemeinen Handlungsfreiheit frei entscheiden kann, welche Gefahren er auf sich nimmt. Die Selbstgefährdung ist daher grundsätzlich keine Gefahr. Anders verhält es sich, wenn sie nicht auf einer freien Willensbildung beruht, etwa weil sich der Gefährdete in einer Zwangslage befindet oder nicht um die Gefährlichkeit seines Handels weiß. Besteht in einem solchen Fall zugunsten des gefährdeten Rechtsguts eine staatliche Schutzpflicht, wie es gemäß Art. 2 Abs. 2 GG beispielsweise auf die Rechtsgüter Leib und Leben zutrifft, ist dessen drohende Verletzung eine Gefahr. Von praktischer Bedeutung ist die Abgrenzung von Gefahr und eigenverantwortlicher Selbstgefährdung etwa bei Suizidversuchen.
Zur öffentlichen Sicherheit zählt schließlich auch der Bestand des Staats sowie seiner Einrichtungen und Veranstaltungen. Sofern ein solches Rechtsgut durch Verletzung einer Rechtsnorm gefährdet wird, ist regelmäßig zugleich die Rechtsordnung verletzt. Eigenständige Bedeutung besitzt dieses Schutzgut in Fällen, in denen die Gefährdung nicht gegen Recht verstößt, so etwa bei der Warnung vor Geschwindigkeitsmessungen der Verkehrspolizei.

##### Öffentliche Ordnung
Die öffentliche Ordnung umfasst die ungeschriebenen Regeln für das Verhalten des Einzelnen in der Öffentlichkeit, deren Beachtung nach allgemeiner Anschauung als unerlässliche Voraussetzung für ein gedeihliches Zusammenleben betrachtet wird. Als Verstöße gegen die öffentliche Ordnung bewertete die Rechtsprechung beispielsweise das Betreiben eines Bordells gegenüber einer Mädchenschule (1954), eines Kondomautomaten (1959), das Veranstalten eines Zwergenweitwurfs (1992), das Hissen der Reichskriegsflagge (1994) und das Anbieten eines Laserdrom-Kriegsspiels (2001)
Die außergewöhnliche Weite des Begriffs der öffentlichen Ordnung in Kombination mit ihren unscharfen Beurteilungskriterien hat in der Rechtswissenschaft Kritik an diesem Schutzgut hervorgerufen: Viele beklagen, dass der Begriff öffentliche Ordnung zu unbestimmt sei, um rechtsstaatlichen Ansprüchen zu genügen. Die Bundesländer Bremen und Schleswig-Holstein haben ihn daher aus ihren Polizeigesetzen entfernt. Stimmen, die den Erhalt dieses Schutzguts befürworten, argumentieren, dass es ein Einschreiten bei unvorhergesehenen Entwicklungen erlaube und hierdurch die Flexibilität des Polizeirechts fördere, die für die effektive Abwehr von Gefahren erforderlich sei.
Die praktische Bedeutung des Schutzguts der öffentlichen Ordnung ist mittlerweile gering, da viele Lebensbereiche durch Rechtsnormen geregelt sind, deren Verletzung bereits eine Gefahr für die öffentliche Sicherheit begründet. So verbietet § 118 des Ordnungswidrigkeitengesetzes (OWiG) beispielsweise die Vornahme grob ungehöriger Handlungen, die sich eignen, die Allgemeinheit zu belästigen oder zu gefährden und die öffentliche Ordnung zu beeinträchtigen.

#### Besonderes und allgemeines Polizei- und Ordnungsrecht
Das allgemeine Polizei- und Ordnungsrecht bildet die Grundlage des Gefahrenabwehrrechts und regelt die Abwehr aller Arten von Gefahren durch Vollzugspolizei und Ordnungsbehörden. Für zahlreiche Materien ist – mit zunehmender Tendenz – die Gefahrenabwehr allerdings in spezielleren Gesetzen separat geregelt. Diese Materien bilden das besondere Polizei- und Ordnungsrecht, das als spezielleres Recht Vorrang vor dem allgemeinen Polizei- und Ordnungsrecht hat. Die zuständigen Behörden werden in den jeweiligen Rechtsquellen bestimmt. Zum besonderen Polizei- und Ordnungsrecht zählt etwa das Bauordnungsrecht, das sich mit der Abwehr von Gefahren, die von Errichtung, Bestand und Nutzung baulicher Anlagen befasst. Dieses ist überwiegend in den Landesbauordnungen geregelt. Weitere Beispiele sind das Versammlungsrecht, das Gewerberecht und das Umweltrecht.

#### Gesetzliche Aufgabenverteilung
Die Polizei- und Ordnungsgesetze weisen die polizeiliche Gefahrenabwehr grundsätzlich den Verwaltungsbehörden zu; nur ausnahmsweise erfolgt die Gefahrenabwehr durch die Vollzugspolizei. So bestimmt etwa § 1 Abs. 2 S. 1 des Niedersächsischen Gesetzes über die öffentliche Sicherheit und Ordnung (SOG), dass die Polizei Gefahrenabwehraufgaben nur wahrnimmt, soweit ein Handeln der Verwaltungsbehörden nicht oder nicht rechtzeitig möglich erscheint. Die Vollzugspolizei besitzt damit eine lediglich subsidiäre Eilfallzuständigkeit. Dies ist eine Folge der Entpolizeilichung der öffentlichen Verwaltung nach dem Zweiten Weltkrieg.

### Kriminalprävention
Eine weitere Aufgabe der Polizei ist die Kriminalprävention. So bestimmt etwa § 1 Abs. 4 des Hessischen Gesetzes über die öffentliche Sicherheit und Ordnung (HSOG), dass die Polizei zu erwartende Straftaten zu verhüten sowie für die Verfolgung künftiger Straftaten vorzusorgen hat.

#### Eigenständige Aufgabe oder Teil der polizeilichen Gefahrenabwehr?
Umstritten ist in der Rechtswissenschaft, ob es sich bei der Kriminalprävention um eine eigenständige Aufgabe der Polizei oder um einen Bestandteil der polizeilichen Gefahrenabwehr handelt. Viele Polizeigesetze ordnen sie nach dem Vorbild des Musterentwurfs der Gefahrenabwehr unter. Dagegen wird angeführt, dass die Kriminalprävention der herkömmlichen Gefahrenabwehr im Regelfall vorgelagert ist, weil sie meist zu einem Zeitpunkt erfolgt, in dem noch keine konkrete Gefahr der Straftatbegehung vorliegt; Ermächtigungsgrundlagen, die der Kriminalprävention dienen, verzichten daher oft auf das Tatbestandsmerkmal Gefahr und knüpfen stattdessen an Situationen an, in denen mit erhöhter Wahrscheinlichkeit eine Gefahr entstehen kann. Der herkömmliche Aufgabenbereich der Gefahrenabwehr wird somit erweitert. Daher betrachten zahlreiche Stimmen aus der Lehre die Kriminalprävention als eigenständige Aufgabe der Polizei.

#### Vorbeugung von Straftaten
Zur Vorbeugung von Straftaten zählen Maßnahmen, durch die die spätere Begehung von Straftaten verhindert werden soll. Da es sich nicht um strafprozessuale Maßnahmen handelt, erfordert ihre Anordnung keinen Anfangsverdacht. Auch die konkrete Gefahr der Begehung einer Straftat ist regelmäßig nicht notwendig, da die Straftatenvorbeugung meist erfolgen soll, bevor es zu einer solchen Gefahr kommt. So kann etwa eine Identitätsfeststellung als typisches Mittel der Straftatenvorbeugung nach § 12 Abs. 1 Nr. 2 PolG NRW angeordnet werden, wenn sich die betroffene Person an einem Ort aufhält, von dem Tatsachen die Annahme rechtfertigen, dass dort Straftaten verabredet, vorbereitet oder verübt werden. Ein weiteres gängiges Instrument der Prävention stellt die Videoüberwachung von Kriminalitätsschwerpunkten dar.

#### Vorsorge für die Strafverfolgung als Grenzfall
Die Strafverfolgungsvorsorge soll die spätere Verfolgung von Straftaten erleichtern. Dies geschieht insbesondere durch Erhebung und Nutzung personenbezogener Daten, etwa durch Aufnahme von Lichtbildern und Fingerabdrücken. Mit dieser Zielrichtung weist die Strafverfolgungsvorsorge starke Bezüge zur Repression auf, die nicht Gegenstand des Polizei- und Ordnungsrechts ist. Allerdings hat sie auch eine kriminalpräventive Funktion, indem sie von der Begehung von Straftaten abschreckt. Anders als repressive Maßnahmen erfolgt die Strafverfolgungsvorsorge zudem losgelöst von konkreten Ermittlungsverfahren. Daher sind systematische Verortung und Gesetzgebungskompetenzen dieser Aufgabe noch nicht abschließend geklärt.
Das Bundesverfassungsgericht ordnet die Erhebung von Daten dem repressiven Aufgabenbereich der Polizei zu, wenn die hierdurch gewonnenen Daten primär in späteren Strafverfahren genutzt werden soll. Dann fällt sie in die konkurrierende Gesetzgebungskompetenz des Bundes aus Art. 74 Abs. 1 Nr. 1 GG. Für Landesrecht bleibt damit nur soweit Raum, wie der Bund die Materie nicht abschließend geregelt hat. Solche Regelungen existieren bislang lediglich punktuell, so etwa im Bereich der Telekommunikationsüberwachung.

### Vollzugshilfe
Schließlich leistet die Polizei anderen Behörden Vollzugshilfe, unterstützt sie also bei der Durchsetzung hoheitlicher Maßnahmen. Infolge der Abtrennung der Polizei von anderen Gefahrenabwehrbehörden verfügen viele Behörden nicht über eigene Vollstreckungsorgane. Daher müssen sie zur zwangsweisen Durchsetzung von Maßnahmen auf Polizeikräfte zurückgreifen.
Den Hauptanwendungsfall der polizeilichen Vollzugshilfe ist die Anwendung von unmittelbarem Zwang. Einige Polizeigesetze, so etwa Art. 67 PAG, beschränken den Umfang der Vollzugshilfe auf diesen Fall, um die Polizei zu entlasten.

## Polizei- und ordnungsrechtliche Maßnahmen

### Polizei- und Ordnungsverwaltung als Eingriffsverwaltung
Gefahrenabwehr erfolgt oft durch den Eingriff in Grundrechte, weshalb sie zum Bereich der Eingriffsverwaltung zählt. Daher stellen Grundrechte im Polizei- und Ordnungsrechts eine bedeutende Beschränkung des staatlichen Handelns dar.
Wegen des Gesetzesvorbehalts sind Grundrechtseingriffe nur auf gesetzlicher Grundlage möglich. Gesetzliche Aufgabenzuweisungen genügen wegen des Rechtsstaatsprinzips hierfür nicht; vielmehr ist die separate gesetzliche Anordnung der Eingriffsbefugnis durch eine Befugnisnorm notwendig. Diese Trennung von Aufgaben- und Befugnisnormen ist im Polizei- und Ordnungsrecht besonders ausgeprägt. Historisch rührt sie insbesondere aus dem süddeutschen Sicherheitsrecht her.

#### Anforderungen an Eingriffsgrundlagen
Damit ein Eingriff auf eine Befugnisnorm gestützt werden kann, muss diese materiell verfassungsmäßig sein. Das setzt insbesondere voraus, dass sie das Bestimmtheitsgebot und das Verhältnismäßigkeitsprinzip wahrt. Welche Anforderungen beide Prinzipien an Eingriffsgrundlagen stellen, richtet sich nach der Intensität des Eingriffs, zu dem die Vorschrift ermächtigt: Je schwerer ein Eingriff wiegt, desto klarer muss die Befugnisnorm formuliert sein, da wesentliche Entscheidungen nach der Wesentlichkeitstheorie durch das Parlament getroffen werden müssen. Auch muss einem schweren Rechtseingriff ein bedeutendes Interesse gegenüberstehen, das den Eingriff rechtfertigt („je-desto-Formel“). So sind etwa Wohnungsdurchsuchungen wegen des hiermit verbundenen schweren Eingriffs in die Unverletzlichkeit der Wohnung (Art. 13 GG) nur unter vergleichsweise engen Voraussetzungen zulässig. Nicht rechtfertigungsfähig ist nach herrschender Meinung schließlich die Rettungsfolter, die als Verletzung der Menschenwürde (Art. 1 GG) gilt.
Der Einfluss der Grundrechte auf das Polizei- und Ordnungsrecht zeigt sich unter anderem darin, dass der Tatbestand zahlreicher Befugnisnormen aus Gründen der Verhältnismäßigkeit eine konkrete Gefahr voraussetzt. Eine solche Gefahr besteht, wenn bei ungehindertem Fortgang des gegenwärtigen Geschehens in absehbarer Zeit die Schädigung eines polizeilichen Schutzguts wahrscheinlich ist. Bei besonders eingriffsintensiven Maßnahmen, etwa der Durchsuchung einer Wohnung, muss die Gefahr wegen des Verhältnismäßigkeitsprinzips regelmäßig qualifiziert sein, also besonders wichtige Rechtsgüter bedrohen oder besonders wahrscheinlich sein. Für Maßnahmen, die nicht auf die Abwehr von bereits konkretisierten Gefahrenlagen zielen, ist das Vorliegen einer abstrakten Gefahr erforderlich; so etwa beim Erlass von Gefahrenabwehrverordnungen. Eine abstrakte Gefahr ist gegeben, wenn ein Sachverhalt nach allgemeiner Lebenserfahrung in eine konkrete Gefahr umschlagen kann. Bejaht wird dies etwa für das Mitführen von Glasflaschen zu Großereignissen, da dies nach allgemeiner Lebenserfahrung zur Folge habe, dass auf dem Boden liegende Glassplitter andere gefährden.
Das Vorliegen einer Gefahr beurteilt sich aus der Perspektive eines sorgfältig handelnden Beamten im Zeitpunkt des Entschlusses über das Ergreifen einer Gefahrenabwehrmaßnahme (ex-ante- und ex-situatione-Betrachtung). Daher kann eine Gefahr im Sinne des Polizei- und Ordnungsrechts auch dann vorliegen, wenn sich im Anschluss herausstellt, dass keine Gefahrenlage bestand. Darf der handelnde Beamte aufgrund von Anhaltspunkten von einer Gefahr ausgehen, spricht man von einer Anscheinsgefahr, die der konkreten Gefahr gleichsteht. Anders verhält es sich, wenn der handelnde Beamte eine Gefahr lediglich aufgrund unzureichender Sachverhaltsaufklärung oder -Würdigung annimmt. Dann liegt eine bloße Putativgefahr (auch: Scheingefahr) vor, die nicht zu Gefahrenabwehrmaßnahmen ermächtigt.
Weitgehend verzichtet wird auf das Tatbestandsmerkmal der Gefahr bei informationellen Eingriffsbefugnissen, da diese Behörden bereits im Vorfeld einer Gefahr zum Handeln ermächtigen sollen. Daher knüpfen diese Ermächtigungsgrundlagen regelmäßig an Situationsbeschreibungen oder an Anhaltspunkte für Gefahren an. Da diese Merkmale vergleichsweise unscharf sind, fordert das Bundesverfassungsgericht in besonderem Maß, dass solche Ermächtigungsgrundlagen klar und bestimmt formuliert sind.

#### Typen von Eingriffsgrundlagen

##### Spezialgesetzliche Ermächtigungen
Das besondere Polizei- und Ordnungsrecht enthält zahlreiche Spezialgesetze, die eigenständige Befugnisnormen für Gefahrenabwehrbehörden enthalten. Beispiele für solche Eingriffsgrundlagen stellen die Gewerbeuntersagung nach § 35 der Gewerbeordnung, das Versammlungsverbot nach § 5, 15 VersG und die bauordnungsrechtlichen Generalklauseln der Landesbauordnungen dar.

##### Standardmaßnahmen
Die allgemeinen Polizei- und Ordnungsgesetze enthalten zahlreiche Standardmaßnahmen (auch: Einzelmaßnahmen). Diese Normen erfüllen zwei Funktionen: Zum einen sollen sie für besonders häufige Gefahrenabwehrmaßnahmen hierauf abgestimmte Regelungen bieten. Zum anderen sollen sie den Prinzipien der Bestimmtheit und der Verhältnismäßigkeit genügen. Standardmaßnahmen regeln Inhalt und Umfang bestimmter Grundrechtseingriffe; oft enthalten sie zusätzlich auch Verfahrensvorgaben.
Eine in allen Landespolizeigesetzen enthaltene Standardmaßnahme ist die Durchsuchung. Hierbei sucht eine Behörde zielgerichtet nach einer Sache oder einer Person. Die Landespolizeigesetze unterscheiden zwischen der Durchsuchung von Personen, Sachen und Wohnungen. Dies beruht auf dem unterschiedlichen Grundrechtsbezug: Die Durchsuchung einer Person greift in deren Handlungsfreiheit und Persönlichkeitsrecht ein. Die Durchsuchung einer Sache berührt die Freiheit des Eigentums. Die Durchsuchung von Wohnungen greift schließlich in die Unverletzlichkeit der Wohnung ein.
Bei der Sicherstellung begründet ein Hoheitsträger Gewahrsam an einer Sache. Hierdurch entsteht ein öffentlich-rechtliches Schuldverhältnis in Form eines Obhutsverhältnisses zwischen Behörde und Eigentümer. Einige Polizeigesetze, etwa das sächsische und das baden-württembergische, unterscheiden zwischen Sicherstellung und Beschlagnahme. Sie verstehen die Sicherstellung als eine Maßnahme zum Schutz des berechtigten Inhabers der Sache, während die Beschlagnahme dem Schutz Dritter dient.
Durch einen Platzverweis gibt eine Behörde einer Person auf, einen bestimmten Ort zu verlassen und ihn für eine bestimmte Zeit nicht wieder zu betreten. Er bezweckt ein kurzfristiges Verbot, das meist nur für wenige Stunden wirkt und sich nur auf einen eng begrenzten Raum beziehen soll. Eine langfristige und räumlich wesentlich weiterreichende Wirkung kann durch ein Aufenthaltsverbot bewirkt werden. Eng mit Platzverweis und Aufenthaltsverbot ist die in vielen Ländern geregelte Wohnungsverweisung verwandt. Hierbei wird einer Person aufgegeben, eine Wohnung zu verlassen und für einen bestimmten Zeitraum nicht wieder zu betreten. Hierdurch soll häusliche Gewalt verhindert werden.
Alle Landespolizeigesetze enthalten weiterhin eine Standardmaßnahme zur Ingewahrsamnahme. Diese ermächtigt dazu, eine Person am Verlassen einer eng ungrenzten Räumlichkeit zu hindern.
Die Polizeigesetze enthalten weiterhin zahlreiche Ermächtigungsgrundlagen, welche die Erhebung und Verwertung personenbezogener Daten erlauben. Die Datenerhebung erfolgt durch offene und verdeckte Maßnahmen. Eine offene Datenerhebung liegt vor, wenn die Behörde die Erhebung von Daten gegenüber dem Betroffenen offenlegt, so etwa bei der Befragung, der Vorladung, der Vorführung und der Identitätsfeststellung. Bei verdeckten Maßnahmen fehlt es hieran, der Betroffene wird also nicht von der Maßnahme in Kenntnis gesetzt. Beispiele hierfür sind die Observation und der Einsatz von Vertrauenspersonen. Eine besonders eingriffsintensive Maßnahme ist die Rasterfahndung, die strengen Rechtfertigungsvoraussetzungen unterliegt. Hierbei werden Datenbestände auf Vorhandensein bestimmter Merkmale untersucht, um eine Person zu ermitteln.

##### Generalklausel
Die allgemeinen Polizei- und Ordnungsgesetze enthalten schließlich eine Generalklausel, die Gefahrenabwehrbehörden die Möglichkeit geben soll, auf möglichst viele – insbesondere atypische – Fallkonstellationen effektiv zu reagieren. So bestimmt beispielsweise § 8 Abs. 1 PolG NRW, dass die Polizei die notwendigen Maßnahmen treffen darf, um eine im Einzelfall bestehende konkrete Gefahr für die öffentliche Sicherheit oder Ordnung abzuwehren.
Die Generalklausel dient in der Praxis etwa als Grundlage für Gefährderansprachen, Meldeauflagen, Schließungen illegaler Wettbüros, das Herbeiführen künstlicher Verkehrsstaus sowie für das Abschleppen verkehrswidrig geparkter Fahrzeuge. Ihre Grenze findet die Generalklausel in schwerwiegenden Grundrechtseingriffen, da es für diese nach der Wesentlichkeitstheorie einer bestimmteren Norm bedarf. Dies betrifft etwa das Überwachen eines öffentlichen Platzes mithilfe von Kameras. Umstritten ist, ob die Einweisung von Obdachlosen in Wohnraum auf die Generalklausel gestützt werden kann, oder ob wegen des Eingriffs insbesondere ins Eigentumsrecht aus Art. 14 GG eine speziellere Ermächtigungsgrundlage erforderlich ist.

##### Verhältnis der Eingriffsgrundlagen zueinander
Das Verhältnis der Eingriffsgrundlagen zueinander wird durch das Prinzip lex specialis derogat legi generali geprägt. Hiernach geht die speziellere Regelung der allgemeineren vor. Der Rückgriff auf das allgemeine Polizei- und Ordnungsrecht ist damit nur möglich, soweit keine spezialgesetzlichen Ermächtigungsgrundlagen einschlägig sind. So regelt etwa das Versammlungsgesetz abschließend Eingriffe in laufende Versammlungen zur Abwehr versammlungsspezifischer Gefahren (sogenannte Polizeifestigkeit der Versammlungsfreiheit).
Innerhalb der allgemeinen Gefahrenabwehrgesetze haben die spezielleren Standardmaßnahmen Vorrang vor den Generalklauseln. Ist der Anwendungsbereich einer Standardmaßnahme eröffnet, ist ein Rückgriff auf eine Generalklausel damit ausgeschlossen. Dies gilt insbesondere, wenn die Voraussetzungen der Standardmaßnahme nicht vorliegen, da andernfalls die Regelungssystematik der Gesetze durchbrochen würde. Liegen etwa die Voraussetzungen der Standardmaßnahme Durchsuchung nicht vor, kann eine Durchsuchung nicht auf die Generalklausel gestützt werden.

### Polizeipflichtigkeit
Sofern die Tatbestandsvoraussetzungen einer Befugnisnorm vorliegen, darf die zuständige Gefahrenabwehrbehörde Maßnahmen ergreifen. Hierbei stellt sich die Frage, gegen wen sie diese Maßnahme richten kann.

#### Grundsatz der Verantwortlichkeit
Wegen des Einflusses der Grundrechte dürfen Gefahrenabwehrmaßnahmen grundsätzlich nur gegen denjenigen ergriffen werden, der für die Gefahr verantwortlich ist (sog. Störer). Als Störer gilt, wer gegen die für jedermann bestehende Pflicht verstößt, polizeiliche Schutzgüter nicht zu gefährden. Die allgemeinen Polizei- und Ordnungsgesetze unterscheiden zwischen dem Handlungs- und dem Zustandsstörer.
Der Grundsatz der Verantwortlichkeit ist auf herkömmliche Gefahrenabwehrmaßnahmen zugeschnitten. Für die Adressatenauswahl im Gefahrenvorfeld eignet er sich nicht, da dort mangels Gefahr noch keine Person als Störer ausgemacht werden kann. Auf welche Weise der Adressatenkreis bei Vorfeldmaßnahmen eingeschränkt werden kann, ist noch nicht abschließend geklärt.

##### Handlungsstörer
Handlungsstörer (auch: Verhaltensstörer) ist nach der vorherrschenden Theorie der unmittelbaren Verursachung, wer unmittelbar durch eigenes Handeln eine Gefahr verursacht. Dies trifft beispielsweise auf eine Person zu, die Gegenstände auf eine Fahrbahn wirft und dadurch Autofahrer gefährdet. Für die Störereigenschaft kommt es weder auf Verschulden noch auf Einsichtsfähigkeit an. Sofern ein Minderjähriger oder Betreuter eine Gefahr verursacht, haftet allerdings neben diesem auch dessen gesetzlicher Vertreter.
Umstritten ist, wie es zu beurteilen ist, wenn jemand durch eigenes Handeln andere dazu bewegt, eine Gefahr zu verursachen. Eine solche mittelbare Störung durch eigenes Handeln liegt beispielsweise vor, falls ein Ladeninhaber in seinem Schaufenster eine Attraktion platziert, die Passanten dazu bewegt, vor dem Fenster anzuhalten und hierdurch den Verkehr zu behindern. Bei den Fußgängern handelt es sich um Handlungsstörer, sodass die Gefahrenabwehrbehörden gegen diese Maßnahmen ergreifen können. Effektiver wäre jedoch eine Inanspruchnahme des Ladeninhabers, die diesen verpflichtet, die Attraktion aus dem Schaufenster zu entfernen. Nach Ansicht der Rechtsprechung und des überwiegenden Schrifttums ist dies möglich, wenn der Ladeninhaber Zweckveranlasser ist. Zweckveranlasser ist, wer mittelbar eine Gefahr verursacht und dabei zumindest billigend in Kauf nimmt, dass andere durch sein Handeln unmittelbar eine Gefahr verursachen. Teilweise wird die Figur des Zweckveranlassers allerdings abgelehnt, da sie zu zufälligen Ergebnissen führe, indem sie auf die billigende Inkaufnahme des Betroffenen abstellt. Außerdem sei sie als Rechtsfortbildung zulasten des Bürgers mit dem Bestimmtheitsgebot und dem Gesetzesvorbehalt der Grundrechte nicht vereinbar.

##### Zustandsstörer
Zustandsstörer ist, wer die tatsächliche oder rechtliche Gewalt über eine Sache ausübt, von der eine Gefahr ausgeht. Dies trifft beispielsweise auf den Halter eines Hundes zu, der droht, Dritte zu verletzen. Ebenfalls als Zustandsstörer gilt der Eigentümer eines Grundstücks, das mit einer einsturzgefährdeten Halle bebaut oder mit Öl verseucht ist.

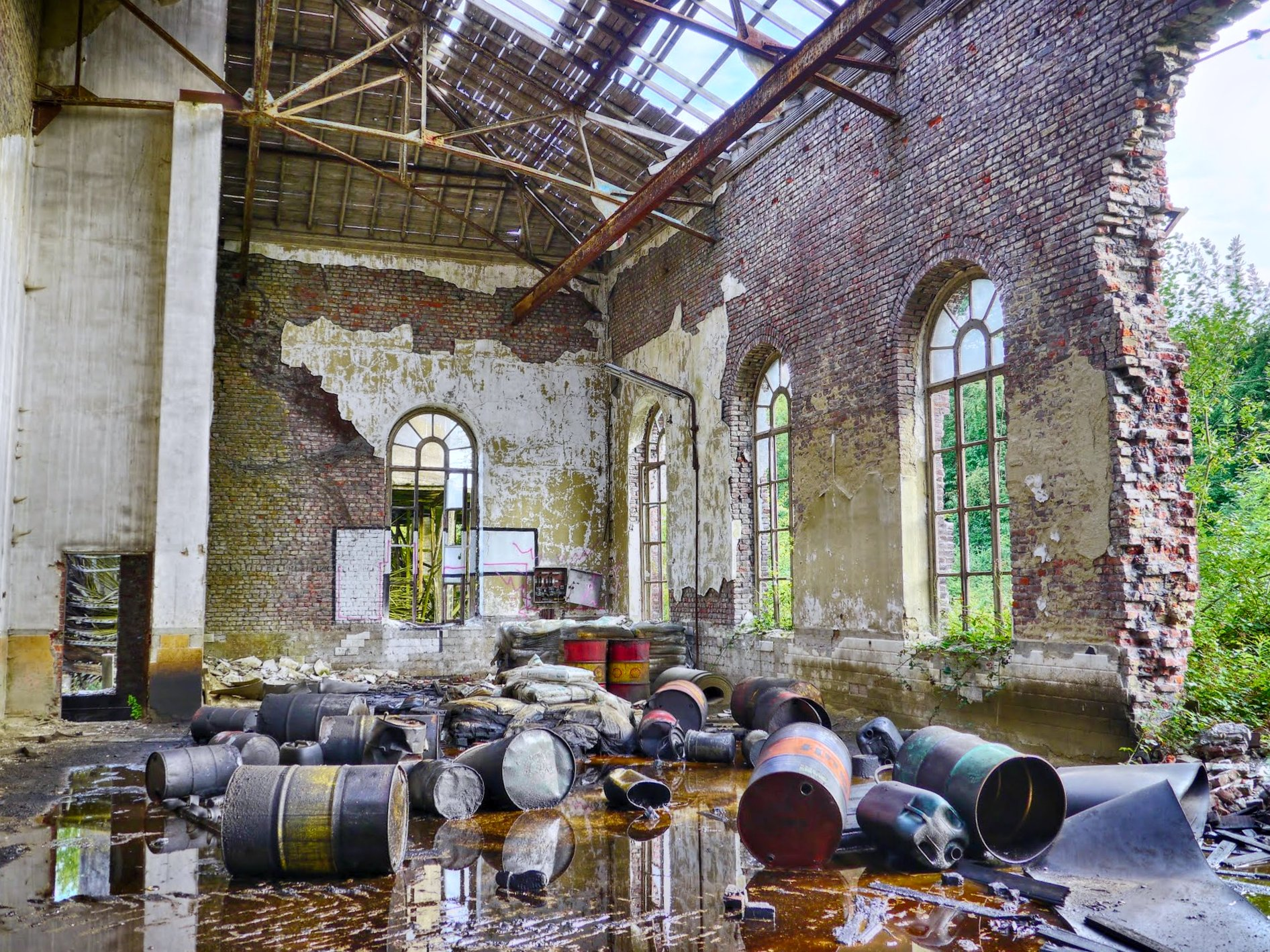
Altlasten bereiten praktische Probleme bei der Bestimmung der Zustandsverantwortlichkeit

Grundsätzlich endet die Zustandsverantwortlichkeit mit dem Verlust der Herrschaft über die Sache, da hierdurch die Möglichkeit endet, deren Gefahr abzuwenden. Die Landespolizeigesetze der meisten Länder bestimmen allerdings, dass die Zustandsverantwortlichkeit nicht durch Dereliktion endet. Hierdurch soll verhindert werden, dass eine Person ihre Verantwortlichkeit auf die öffentliche Hand übertragt. Auch die Veräußerung einer Sache an einen Dritten kann die eigene Zustandsverantwortlichkeit unberührt lassen, falls sie sich lediglich als Versuch darstellt, die polizeiliche Verantwortlichkeit zu umgehen. Dies trifft etwa zu, falls die Sache an eine vermögenslose Gesellschaft übertragen wird. Gemäß § 4 Abs. 6 des Bundes-Bodenschutzgesetzes bleibt die Zustandsverantwortlichkeit bei Veräußerung eines Grundstücks weiterhin bestehen, falls der Veräußerer die Gefahr kannte oder kennen musste.
Die Zustandsverantwortlichkeit findet ihre Grenze im Grundsatz der Verhältnismäßigkeit, da sie in das grundrechtlich geschützte Eigentumsrecht (Art. 14 GG) eingreift. Ist eine Gefahrenabwehrmaßnahme daher mit Kosten verbunden, die den Wert der Sache deutlich übersteigen, kann die Verantwortlichkeit des Eigentümers ausgeschlossen sein. Von praktischer Bedeutung ist dies insbesondere bei Altlasten.

#### Heranziehung Nicht-Verantwortlicher

##### Polizeilicher Notstand
Sofern eine Person für eine Gefahr keine Verantwortung trägt, kann sie unter besonderen Umständen als Nichtstörer in Anspruch genommen werden. Diese Möglichkeit rechtfertigt sich durch das Ziel der möglichst effektiven Gefahrenabwehr. Damit eine Person als Nichtstörer in Anspruch genommen werden darf, muss ein polizeilicher Notstand vorliegen. Die diesbezüglichen Voraussetzungen der Landespolizeigesetze stimmen bundesweit im Wesentlichen überein: Gemäß § 6 Abs. 1 PolG NRW muss eine gegenwärtige erhebliche Gefahr vorliegen. Weiterhin dürfen Maßnahmen gegen den Handlungs- oder Zustandsstörer nicht oder nicht rechtzeitig ergriffen werden können. Ferner darf die Polizei die Gefahr nicht oder nicht rechtzeitig selbst oder durch Beauftragte abwehren können. Schließlich muss der Betroffene ohne erhebliche eigene Gefährdung und ohne Verletzung höherwertiger Pflichten in Anspruch genommen werden können.

##### Rechtsnachfolge
Sofern der Adressat einer Gefahrenabwehrmaßnahme verstirbt oder ein Dritter die Herrschaft über eine gefährdende Sache erlangt, stellt sich die Frage, unter welchen Voraussetzungen sein Rechtsnachfolger polizeilich in Anspruch genommen werden darf. Eine Rechtsnachfolge kann sich im Wege einer Einzel- oder einer Gesamtrechtsnachfolge ereignen. Ersteres liegt beispielsweise bei der Übereignung einer Sache vor, letzteres beim Erbfall.
Gesetzliche Bestimmungen zur Rechtsnachfolge enthält das Polizei- und Ordnungsrecht kaum. Dennoch geht die vorherrschende Auffassung in der Rechtswissenschaft davon aus, dass eine solche zwecks effektiver Gefahrenabwehr grundsätzlich möglich ist. In welchen Fällen dies zutrifft, ist jedoch äußerst umstritten.
Einigkeit besteht insofern, als dass eine Nachfolge in eine Pflicht nur möglich ist, soweit diese ihrem Inhalt nach auf einen Rechtsnachfolger übertragen werden kann. Dies trifft auf die Verantwortlichkeit für Zustände zu, da es dann für die Gefahrenabwehr nicht auf die Person des Adressaten ankommt. So ist es für die sinnvolle Durchführung einer Gefahrenabwehrmaßnahme etwa egal, ob eine Sache, von der eine Gefahr ausgeht, an einen Dritten veräußert wird. Erging gegenüber dem Veräußerer ein Verwaltungsakt, der eine Gefahrenabwehrmaßnahme vorschrieb, wirkt dieser nach vorherrschender Auffassung aufgrund seiner Sachbezogenheit auch gegenüber dem Erwerber. Erging kein Verwaltungsakt, haftet der Erwerber eigenständig als Zustandsstörer, da er durch den Erwerb die Gewalt über die Sache erlangt. Auf eine gesonderte Nachfolge in die Polizeipflicht des Vorgängers kommt es deshalb nicht an. Problematischer ist die Haftung des Rechtsnachfolgers, wenn die Gefahr aus einem Verhalten des Rechtsvorgängers resultiert. Nach Auffassung der Rechtsprechung kann der Rechtsnachfolger nur dann haften, wenn die Verhaltenspflicht nicht höchstpersönlicher Natur ist und durch Verwaltungsakt gegenüber dem Rechtsnachfolger konkretisiert wurde.
Da es sich um eine Belastung des Rechtsnachfolgers handelt, muss die Nachfolge in die Polizeipflicht weiterhin durch Gesetz angeordnet werden. Im Zivilrecht erfolgt dies für den Fall der Gesamtrechtsnachfolge durch § 1922, § 1967 des Bürgerlichen Gesetzbuchs (BGB). Im Polizei- und Ordnungsrecht existiert eine entsprechende Regelung nicht. Daher wendet die vorherrschende Auffassung in der Rechtswissenschaft diese Normen analog an. Im Fall der Einzelrechtsnachfolge ist zu unterscheiden: Das Nachrücken in eine Zustandsverantwortlichkeit folgt daraus, dass der Rechtsnachfolger die Herrschaft über die die Verantwortlichkeit auslösende Sache erlangt. Eines gesonderten Nachfolgetatbestands bedarf es daher nicht. Bei der Handlungsverantwortlichkeit kommt eine Einzelrechtsnachfolge demgegenüber nur in Betracht, wo Normen dies anordnen. Dies trifft beispielsweise auf die Schuldübernahme nach § 414, § 415 BGB zu.

#### Gefährder
Gesetzlich nicht definiert sind die Personengruppen der Gefährder und der relevanten Personen aus dem Bereich der politisch motivierten Kriminalität. Diese Begriffe bezeichnen Personen, bei denen Anhaltspunkte dafür bestehen, dass sie in Zukunft eine erhebliche Gefahr verursachen werden, also Störer sein werden. Für sich genommen begründet dies noch keine konkrete Gefahr, weshalb gegen einen Gefährder nicht im gleichen Maß vorgegangen werden darf, wie gegen einen Störer. Die Einstufung einer Person als Gefährder kann jedoch ein Indiz sein, das für die Annahme einer konkreten Gefahr spricht.

### Folgen der Ermächtigung
Ist der Tatbestand einer Ermächtigungsgrundlage erfüllt, darf die zuständige Behörde die Maßnahmen treffen, zu denen die Norm ermächtigt. Manche Vorschriften ordnen ein bestimmtes Verhalten an; dann handelt es sich um eine gebundene Entscheidung der Behörde. Die meisten polizei- und ordnungsrechtlichen Befugnisnormen räumen den Behörden jedoch diesbezüglich einen Ermessensspielraum ein. Dieser bezieht sich auf das Ergreifen von Maßnahmen (Entschließungsermessen), auf die Auswahl einer Maßnahme (Handlungsermessen) sowie auf die Auswahl eines Maßnahmenadressaten (Störerauswahlermessen). Das Handeln der Polizei- und Ordnungsbehörden ist damit weitgehend durch das Opportunitätsprinzip geprägt.
Auf der Ebene des Entschließungsermessens stellt sich aus Sicht der Behörde die Frage, ob ein Einschreiten geboten ist. Im Übrigen ist die Ermessensausübung vorrangig durch die Frage geprägt, auf welche Weise eine Behörde am effektivsten Gefahrenabwehr betreiben kann.
Entschließt sich eine Behörde, eine Gefahrabwehrmaßnahme zu ergreifen, muss sie ihr Ermessen in rechtmäßiger Weise ausüben. Dies setzt insbesondere voraus, dass sie den Grundsatz der Verhältnismäßigkeit befolgt. Diesen leitet die Rechtslehre aus dem Rechtsstaatsprinzip (Art. 20 Abs. 3 GG) sowie aus den Grundrechten her, er ist allerdings auch in vielen Polizeigesetzen ausdrücklich normiert. Der Verhältnismäßigkeitsgrundsatz verpflichtet dazu, die Beeinträchtigung des Adressaten einer Maßnahme mit den Interessen zu vergleichen, die diese Maßnahme schützen soll. Soweit diese Interessen miteinander kollidieren, müssen sie in ein angemessenes Verhältnis zueinander gebracht werden. Ein solches ist erreicht, wenn die Belastung des Adressaten die mildeste aller gleichermaßen zur Gefahrenabwehr geeigneten Handlungsoptionen darstellt und nicht übermäßig in dessen Rechte eingreift. So ist beispielsweise das Abschleppen eines falsch geparkten Fahrzeugs regelmäßig verhältnismäßig, wenn dieses so abgestellt worden ist, dass es wahrscheinlich andere Verkehrsteilnehmer behindert. Dies ist nach Ansicht der Rechtsprechung oft auch dann verhältnismäßig, wenn der Fahrer seine Kontaktdaten sichtbar am Fahrzeug hinterlässt, da die Kontaktaufnahme durch einen Beamten zeitaufwändig und mit ungewissem Erfolg verbunden ist.

### Handlungsformen
Die Polizei- und Ordnungsgesetze stellen den Behörden unterschiedliche Handlungsformen bereit. Die gängigste Handlungsform ist der Verwaltungsakt. Meist fordert dieser seinen Adressaten zu einem Handeln, Dulden oder Unterlassen auf, so etwa ein Platzverweis. Auch Genehmigungen erfolgen durch Verwaltungsakt. Schließlich kann die insbesondere im Vollstreckungsrecht bedeutende Androhung behördlichen Handelns durch Verwaltungsakt geschehen. Daneben können Behörden durch Realakte Handlungen ohne Regelungsgehalt vornehmen. Hierzu zählen etwa behördliche Warnungen. Schließlich können sie durch Erlass von Gefahrenabwehrverordnungen abstrakt-generelle Regelungen treffen.

### Vollstreckung

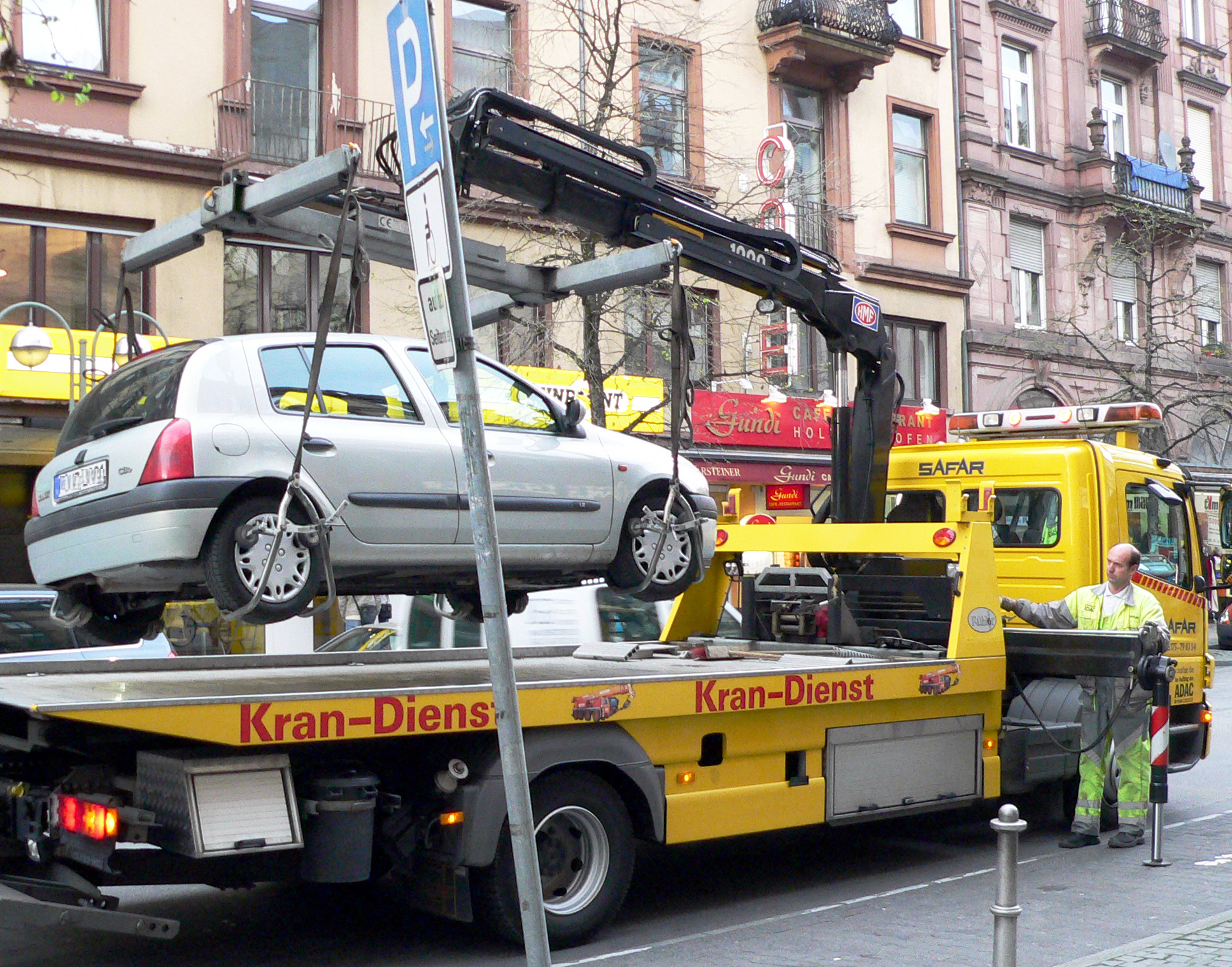
Abschleppen eines rechtswidrig geparkten Fahrzeugs als Beispiel für eine Ersatzvornahme

Durch Vollstreckung setzt eine Behörde einen Verwaltungsakt, der seinem Adressaten ein Handeln, Dulden oder Unterlassen aufgibt, unter Anwendung von Zwang gegen diesen durch. Hierzu kann es kommen, wenn der Adressat der ihm aufgegebenen Pflicht nicht nachkommt.
Vollstreckungsvorschriften finden sich auf Bundes- und auf Landesebene. Für das Handeln von Bundesbehörden ist das Verwaltungs-Vollstreckungsgesetz des Bundes einschlägige Rechtsquelle. Auf Landesebene finden sich entsprechende Vorschriften zunächst in allgemeinen Vollstreckungsgesetzen. Teilweise treten gefahrenabwehrrechtliche Sondervorschriften als leges speciales hinzu, die der besonderen Interessenlage bei der Gefahrenabwehr Rechnung tragen sollen.

#### Zwangsmittel
Den Polizei- und Ordnungsbehörden stehen drei Arten von Zwangsmitteln zur Verfügung: Zwangsgeld, Ersatzvornahme und unmittelbarer Zwang.
Bei der Ersatzvornahme nimmt die Behörde eine Handlung anstelle des Pflichtigen wahr. Dieses Zwangsmittel kommt bei Pflichten in Betracht, die durch einen anderen als den Adressaten erfüllt werden können, die also vertretbar sind. Dies trifft beispielsweise auf die Anordnung zu, einen instabilen Baum zu fällen. Maßnahmen, die auf Duldung oder Unterlassung abzielen, sind demgegenüber nicht vertretbar, da diese nur durch den Adressaten im Sinne der Behörde erfüllt werden können.
Das Zwangsgeld dient als Druckmittel: Befolgt der Adressat eine hoheitliche Anordnung nicht, muss er einen Geldbetrag entrichten. Praktische Bedeutung besitzt das Zwangsgeld vor allem bei der Durchsetzung nicht vertretbarer Pflichten.
Beim unmittelbaren Zwang wirkt die Behörde mittels körperlicher Gewalt auf eine Person oder Sache ein. Im letzteren Fall überschneidet sich der unmittelbare Zwang mit der Ersatzvornahme. Die Abgrenzung beider Maßnahmen erfolgt nach der Art der Durchführung: Stimmt die behördliche Maßnahme mit dem Verhalten überein, das vom Pflichtigen gefordert worden ist, liegt eine Ersatzvornahme vor. Andernfalls handelt es sich um unmittelbaren Zwang. Unmittelbaren Zwang stellt es daher beispielsweise dar, wenn eine Behörde ein falsch parkendes Fahrzeug abschleppt. Von Bedeutung ist die Abgrenzung zwischen Ersatzvornahme und unmittelbarem Zwang für das Kostenrecht: die meisten Vollstreckungsgesetze ermächtigen die Behörden lediglich bei der Ersatzvornahme dazu, den Pflichtigen wegen der Kosten der Maßnahme in Anspruch zu nehmen.
Viele Polizeigesetze enthalten detaillierte Vorgaben zur Anwendung von unmittelbarem Zwang, die einzelne Ausprägungen konkretisieren. In diesem Zusammenhang ermächtigen sie die Vollzugspolizei zu besonders eingriffsintensiven Mitteln, die anderen Behörden nicht zustehen. Hierzu zählt etwa der finale Rettungsschuss. Da dieser einen außerordentlich schweren Grundrechtseingriff darstellt, ist er nur unter engen Voraussetzungen als ultima ratio zulässig. Weitere besonders geregelte Formen des unmittelbaren Zwangs sind die Fesselung von Personen und der Gebrauch von besonderen Waffen und Sprengmitteln. Viele Gefahrenabwehrbehörden verfügen nicht über die notwendigen Kräfte, um unmittelbaren Zwang selbst anzuwenden. Zu diesem Zweck können sie die Vollzugspolizei zur Vollzugshilfe auffordern.

#### Verfahren
Grundsätzlich erfolgt die Vollstreckung durch die Behörde, die den zu vollstreckenden Verwaltungsakt erlassen hat. Hierbei stehen ihr zwei Verfahrensarten zur Verfügung: Das gestreckte und das verkürzte Verfahren.

##### Vollstreckung einer Grundverfügung

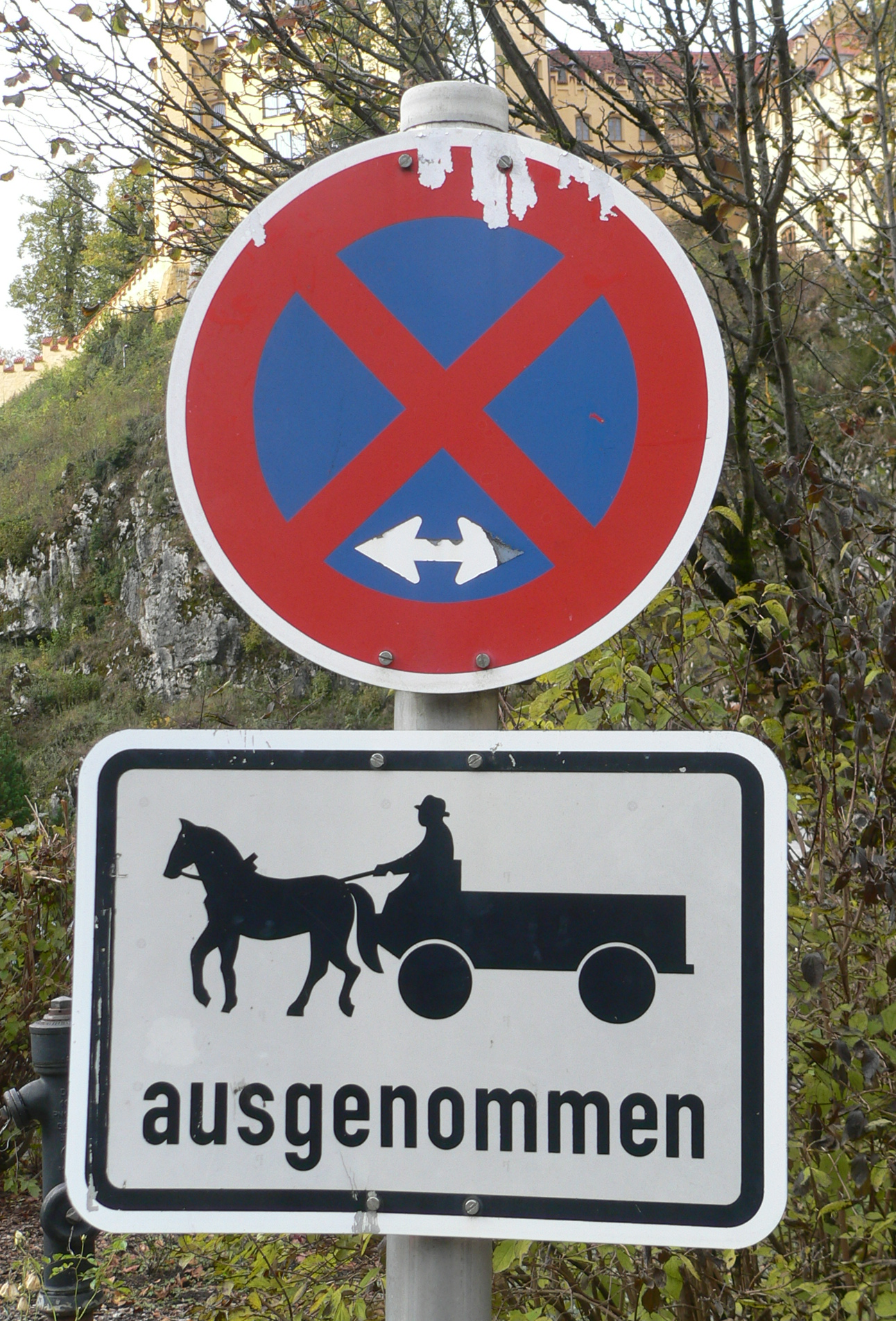
Gegen Verkehrszeichen besitzen Rechtsbehelfe keine aufschiebende Wirkung

Beim gestreckten Verfahren wird die Vollstreckung grundsätzlich zunächst gegenüber dem Adressaten angedroht. Diese Androhung nimmt Bezug auf den zu vollstreckenden Verwaltungsakt (sog. Grundverfügung) und benennt das Zwangsmittel, das die Behörde gebrauchen will. Sofern eine Handlungspflicht vollstreckt werden soll, bestimmt sie ferner eine angemessene Frist.
Einige Landesgesetze sehen vor, dass die Maßnahme im Anschluss an die Androhung gegenüber dem Adressaten festgesetzt wird. Hierdurch erklärt die Behörde, dass sie das angedrohte Zwangsmittel anwenden wird.
Schließlich muss der zu vollstreckende Verwaltungsakt vollstreckbar sein. Dies trifft zu, wenn Rechtsbehelfe gegen diesen keine aufschiebende Wirkung haben. Diese Wirkung besteht gemäß § 80 Abs. 1 VwGO grundsätzlich, entfällt aber, wenn einer der in § 80 Abs. 2 VwGO genannten Fälle vorliegt oder der Verwaltungsakt Bestandskraft erlangt. Von besonderer Bedeutung für das Polizei- und Ordnungsrecht ist § 80 Abs. 2 S. 1 Nr. 2 VwGO, wonach ein Rechtsbehelf gegen eine unaufschiebbare Anordnung oder Maßnahme eines Polizeivollzugsbeamten keine aufschiebende Wirkung besitzt. Diese Bestimmung findet analoge Anwendung auf Verkehrszeichen.

##### Verwaltungszwang ohne vorausgehende Grundverfügung
Mit Ausnahme von Baden-Württemberg, Hamburg und Sachsen haben die Länder ein verkürztes Vollstreckungsverfahren geschaffen, das auf Androhung und Festsetzung verzichtet. Dieser Sofortvollzug erlaubt die Vornahme einer Vollstreckungsmaßnahme, ohne dass zuvor ein Verwaltungsakt ergeht. Er ist für Fälle gedacht, in denen aus tatsächlichen Gründen kein Verwaltungsverfahren durchgeführt werden kann, ein rasches Handeln jedoch geboten ist. Genutzt wird das verkürzte Verfahren oft bei Ersatzvornahme und unmittelbarem Zwang. Eine Vollstreckung im Sofortvollzug liegt beispielsweise vor, wenn eine Behörde ein falsch parkendes Fahrzeug abschleppen lässt, weil sie den Fahrer nicht erreichen kann.
Einige Länder sehen stattdessen oder zusätzlich das Verfahren der unmittelbaren Ausführung vor. Hierbei führt eine Behörde eine Maßnahme anstelle des Adressaten aus. Der Rückgriff einiger Länder auf die unmittelbare Ausführung ist Folge eines Meinungsstreits über die rechtliche Einordnung des Vollzugs von Maßnahmen, die sich gegen Abwesende richteten – teilweise wurde hierin kein Verwaltungszwang erblickt. Daher grenzen die meisten Länder, die sowohl den unmittelbaren Zwang als auch den Sofortvollzug vorsehen, beide Verfahren anhand der Anwesenheit des Pflichtigen ab: ist sie gegeben, handelt es sich um Sofortvollzug, andernfalls um unmittelbare Ausführung. In den Ländern, in denen der Sofortvollzug nicht vorgesehen ist, stellt die unmittelbare Ausführung die einzige Form des verkürzten Vollstreckungsverfahrens dar.

### Kostenersatz
Fallen bei einer Gefahrenabwehrmaßnahme oder bei deren Vollstreckung Kosten an, kann die öffentliche Hand diese auf Grundlage eines gesetzlichen Erstattungsanspruchs ersetzt verlangen.
Erfolgt die Vollstreckung durch Ersatzvornahme oder unmittelbare Ausführung, kann die vollstreckende Behörde den Bürger wegen der anfallenden Kosten in Anspruch nehmen, wenn diese Maßnahme rechtmäßig ist. Zwar dürfen zwecks größtmöglicher Effektivität der Gefahrenabwehr auch rechtswidrige Verwaltungsakte vollstreckt werden, bei der Kostenentscheidung soll jedoch auch berücksichtigt werden, inwieweit der Bürger als Adressat einer Gefahrenabwehrmaßnahme ausgewählt werden durfte. Die Bestimmungen zur Kostenverteilung im Rahmen der Ersatzvornahme stellen abschließende Regelungen dar. Daher ist ein Rückgriff auf allgemeinere Rechtsinstitute, etwa die Geschäftsführung ohne Auftrag, ausgeschlossen.
Für den Fall des unmittelbaren Zwangs sehen einige Länder vor, dass der in Anspruch Genommene Gebühren für die Maßnahme entrichten muss. Die Höhe der Gebühren orientiert sich an den Kosten, die auf den Einzelnen entfallen. Da diese im Regelfall allerdings nicht exakt bestimmbar sind, werden regelmäßig Kostenpauschalen angesetzt.
Trifft die Behörde eine Ausgleichspflicht, etwa weil sie zur Gefahrenabwehr einen Nichtstörer in Anspruch genommen hat, kann sie den Handlungs- oder Zustandsstörer in Regress nehmen. So bestimmt beispielsweise § 42 OBG NRW, dass eine Behörde, die einen Nichtstörer entschädigen muss, verlangen kann, dass der Handlungs- oder Zustandsstörer für diese Entschädigungspflicht Ersatz leistet. Sofern etwa jemand dulden muss, dass sein Wald durchsucht und beschädigt wird, weil sich in diesem eine selbstmordgefährdete Person befindet, kann der Waldeigentümer hierfür finanziellen Ausgleich von der Behörde verlangen. Hierfür kann die Behörde nach den Vorschriften der Geschäftsführung ohne Auftrag den Suizidenten in Regress nehmen.
Sofern einer von mehreren Verantwortlichen als Kostenschuldner in voller Höhe in Anspruch genommen wird, kann dieser analog § 426 BGB von den anderen Ausgleich fordern.
Umstritten ist, ob Fußballvereine an Kosten für Polizeieinsätze beteiligt werden dürfen, die im Zusammenhang mit den von ihnen ausgerichteten Spielen stehen. Dafür wird angeführt, dass die Kostentragung angesichts der Einnahmen der Vereine der Billigkeit entspreche. Dem wird entgegengehalten, dass die Gefahrenabwehr durch Steuern finanziert werden müsse, nicht durch Gebühren. In Bremen existiert mit § 4 Abs. 4 des Gebühren- und Beitragsgesetzes eine entsprechende Regelung, deren Verfassungsmäßigkeit strittig ist.

### Schadensausgleich
Die Gefahrenabwehrgesetze bieten unterschiedliche Entschädigungsansprüche, die Personen, die durch eine Gefahrenabwehrmaßnahme einen Nachteil erleiden, einen Anspruch auf finanzielle Kompensation einräumen.
Teilweise knüpfen diese an Situationen an, in denen der Anspruchsteller als Nichtstörer in Anspruch genommen wird. Diese Haftung knüpft an den allgemeinen Aufopferungsgedanken an, den §§ 74, 75 des preußischen allgemeinen Landsrechts zum Ausdruck brachten: Sofern der Bürger aus Gemeinwohlerwägungen ein Sonderopfer erbringt, soll er hierfür angemessen entschädigt werden. Hiermit eng verwandt ist der in manchen Polizeigesetzen vorgesehene Entschädigungsanspruch desjenigen, der als unbeteiligter Dritter bei Gelegenheit der Maßnahme einen Schaden erleidet. In Ländern, in denen es an einer solchen geschriebenen Anspruchsgrundlage fehlt, wird diese Rechtslücke durch Rechtsfortbildung geschlossen. Wird jemand als Anscheins- oder Verdachtsstörer in Anspruch genommen, kann er wie ein Nichtstörer Entschädigung verlangen, wenn ihm der Anschein der Gefahr nicht zurechenbar ist.
Andere Anspruchsgrundlagen knüpfen an rechtswidriges Handeln der Behörden an: Sofern eine Behörde durch rechtswidriges Handeln einen Schaden verursacht, kann der Geschädigte Ersatz vom Rechtsträger der handelnden Behörde verlangen. Dieser Anspruch ist verschuldensunabhängig, der Anspruch besteht also unabhängig davon, ob der Behörde Vorsatz oder Fahrlässigkeit zur Last fällt. Damit handelt es sich um eine Gefährdungshaftung.
Der Umfang der Ansprüche beschränkt sich auf die Zahlung von Geld, eine Naturalrestitution sehen die Gefahrenabwehrgesetze nicht vor. Ersatzfähig sind nach den meisten Regelungen lediglich die Vermögensschäden, die unmittelbar aus dem behördlichen Handeln resultieren. Darüber hinausgehende Posten, die nach dem Schadensrecht des BGB grundsätzlich ersatzfähig wären, etwa entgangener Gewinn, können wenn überhaupt oft lediglich dann ersetzt werden, wenn dies geboten ist, um unbillige Härten auszugleichen.
Die Entschädigungspflicht trifft den Dienstherrn des handelnden Beamten. Die gerichtliche Durchsetzung der Ausgleichsansprüche erfolgt gemäß § 40 Abs. 2 S. 1 VwGO auf dem ordentlichen Rechtsweg.

## Organisation und Struktur

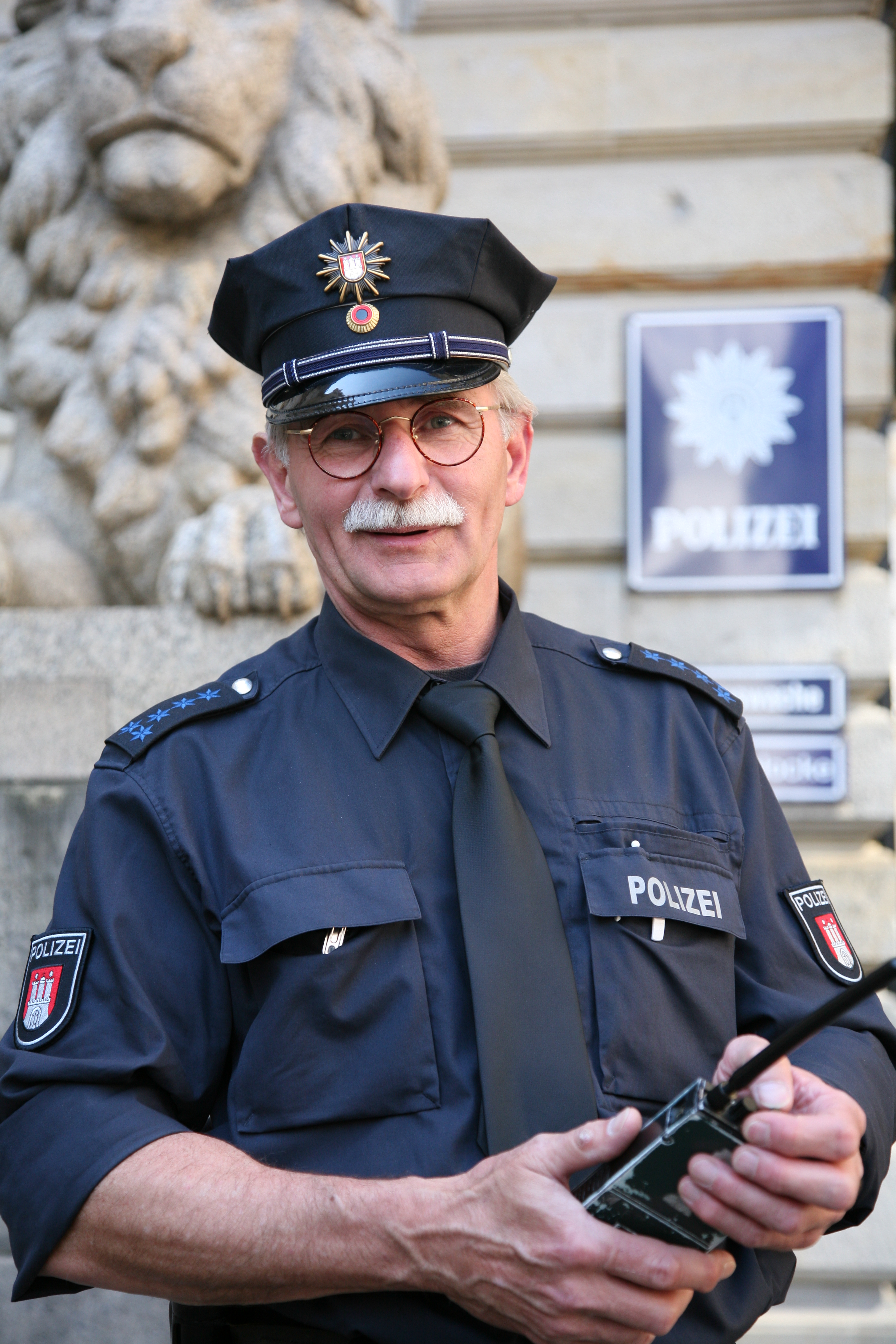
Schutzpolizist vor dem Hamburger Rathaus

Polizeibehörden bestehen sowohl auf Ebene der Länder als auch auf der des Bundes.
Die Organisation der Landespolizeien variiert aufgrund unterschiedlichen Landesrechts. Gemeinsam ist ihnen die Aufteilung der Tätigkeitsbereichs in Kriminalpolizei und Schutzpolizei. Erstere klärt repressiv Straftaten auf, letztere wehrt präventiv Gefahren ab. Unterschiede bestehen bei der Behördenorganisation: So besteht beispielsweise in Bayern mit der Unterscheidung zwischen Polizei- und Sicherheitsbehörden eine deutliche rechtliche und organisatorische Trennung zwischen Vollzugspolizei und Polizeiverwaltung. Diesem als Trennsystem bezeichneten Organisationstyp folgen die meisten Bundesländer. Anders verhält es sich in Sachsen, Saarland, Bremen und Baden-Württemberg. Hier erfolgt die Gefahrenabwehr insgesamt durch die Polizei, die intern in Vollzugspolizei und Polizeibehörden aufgeteilt ist. Dies wird als Einheitssystem bezeichnet.
| Land                   | Behördenbezeichnungen                                                             | Behördenbezeichnungen | Gesetze             |
| ---------------------- | --------------------------------------------------------------------------------- | --------------------- | ------------------- |
| Baden-Württemberg      | Polizeibehörden                                                                   | Polizeivollzugsdienst | PolG                |
| Bayern                 | Sicherheitsbehörden                                                               | Polizei               | LStVG, PAG          |
| Berlin                 | Ordnungsbehörden                                                                  | Polizei               | ASOG Bln            |
| Brandenburg            | Ordnungsbehörden                                                                  | Polizei               | OBG, BbgPolG        |
| Bremen                 | Polizeibehörden                                                                   | Polizeivollzugsdienst | BremPolG            |
| Hamburg                | Verwaltungsbehörden                                                               | Vollzugspolizei       | SOG                 |
| Hessen                 | Gefahrenabwehrbehörden (Ordnungsbehörden und Behörden der allgemeinen Verwaltung) | Polizeibehörden       | HSOG                |
| Mecklenburg-Vorpommern | Ordnungsbehörden                                                                  | Polizei               | SOG M-V             |
| Niedersachsen          | Verwaltungsbehörden                                                               | Polizeibehörden       | NPOG                |
| Nordrhein-Westfalen    | Ordnungsbehörden                                                                  | Polizei               | OBG, PolG NRW       |
| Rheinland-Pfalz        | Ordnungsbehörden                                                                  | Polizei               | POG                 |
| Saarland               | Polizeiverwaltungsbehörden                                                        | Vollzugspolizei       | SPolG               |
| Sachsen                | Polizeibehörden                                                                   | Polizeivollzugsdienst | SächsPBG, SächsPVDG |
| Sachsen-Anhalt         | Sicherheitsbehörden                                                               | Polizei               | SOG LSA             |
| Schleswig-Holstein     | Ordnungsbehörden                                                                  | Polizei               | LVwG                |
| Thüringen              | Ordnungsbehörden                                                                  | Polizei               | ThürOBG, ThürPAG    |

Auf Bundesebene existiert seit 2005 die Bundespolizei. Diese nimmt Gefahrenabwehraufgaben wahr, die dem Bund zugewiesen sind. Dies trifft beispielsweise auf den Grenzschutz zu. Anders als die Landespolizeien ist die Bundespolizei daher lediglich für ausgewählte Bereiche der Gefahrenabwehr zuständig, da die allgemeine Gefahrenabwehr in den Zuständigkeitsbereich der Länder fällt. Das Bundeskriminalamt koordiniert gemäß § 1 Abs. 1 des BKA-Gesetzes die Kooperation von Bundes- und Landespolizeibehörden bei der Aufklärung und der Verhütung von Straftaten. Daneben existieren weitere Bundesbehörden mit speziellen Aufgabenbereichen, die auch Aufgaben der Gefahrenabwehr wahrnehmen, etwa das Bundesamt für Verfassungsschutz, die Strompolizei und der Bundesnachrichtendienst.

## Rechtsschutz
Gegen Maßnahme der Gefahrenabwehr ist in der Regel der Verwaltungsrechtsweg gegeben: gegen Verwaltungsakte in Form der verwaltungsgerichtlichen Anfechtungsklage (bzw. nach Erledigung Fortsetzungsfeststellungsklage), gegen Realakte in Form der verwaltungsgerichtlichen Feststellungsklage, gegen Polizeiverordnungen in Form der Normenkontrollklage vor dem Oberverwaltungsgericht/Verwaltungsgerichtshof.
Manche Maßnahmen der Gefahrenabwehr unterliegen einem Richtervorbehalt. Für entsprechende Anträge sind in der Regel die Amtsgerichte der ordentlichen Gerichtsbarkeit im Verfahren nach dem FamFG zuständig. Die Beschwerde (§ 58 FamFG) geht regelmäßig nach GVG bei freiheitsentziehenden Maßnahmen (Ingewahrsamnahme) ans Landgericht, sonst ans Oberlandesgericht (in Bayern stets ans Landgericht, in Niedersachsen stets ans Oberlandesgericht).
Dient die Maßnahme zugleich der Verfolgung einer Straftat oder Ordnungswidrigkeit, kommt es auf den Schwerpunkt an, sodass auch ein Verfahren nach der StPO in Betracht kommt: Beschluss des Ermittlungsrichters beim Amtsgericht (§ 162 StPO) bzw. Antrag auf amtsgerichtliche Entscheidung (§ 98 Abs. 2 StPO, ggf. analog); Beschwerde (§ 304 StPO) zum Landgericht.

### Lehr- und Handbücher
- Erhard Denninger, Frederik Rachor (Hrsg.): Handbuch des Polizeirechts: Gefahrenabwehr – Strafverfolgung – Rechtsschutz. 5. Auflage. C. H. Beck, München 2012, ISBN 978-3-406-63247-1.
- Volkmar Götz, Max-Emanuel Geis: Allgemeines Polizei- und Ordnungsrecht. 16. Auflage. C. H. Beck, München 2017, ISBN 978-3-406-70407-9.
- Christoph Gusy: Polizei- und Ordnungsrecht. 10. Auflage. Mohr Siebeck, Tübingen 2017, ISBN 978-3-16-155095-9.
- Franz-Ludwig Knemeyer: Polizei- und Ordnungsrecht. 11. Auflage. C. H. Beck, München 2007, ISBN 978-3-406-56656-1.
- Michael Kniesel, Frank Braun, Christoph Keller: Besonderes Polizei- und Ordnungsrecht, Verlag W. Kohlhammer, Stuttgart 2018, ISBN 978-3-17-032607-1.
- Thorsten Kingreen, Ralf Poscher: Polizei- und Ordnungsrecht: mit Versammlungsrecht. 10. Auflage. C.H. Beck, München 2018, ISBN 978-3-406-72956-0.
- Frederik Roggan, Martin Kutscha (Hrsg.): Handbuch zum Recht der Inneren Sicherheit. 2. Auflage. BWV Berliner Wissenschafts-Verlag, Berlin 2006, ISBN 978-3-8305-1232-5.
- Wolf-Rüdiger Schenke: Polizei- und Ordnungsrecht. 9. Auflage. C.F. Müller, Heidelberg 2016, ISBN 978-3-8114-7509-0.
- Markus Thiel: Polizei- und Ordnungsrecht. 4. Auflage. Nomos, Baden-Baden 2019, ISBN 978-3-8487-4876-1.

### Kommentierungen
- Bundesrecht: Michael Drewes, Karl Magnus Malmberg, Marc Wagner, Bernd Walter: Bundespolizeigesetz (BPolG), Zwangsanwendung nach Bundesrecht, VwVG/UZwG, 6. Auflage, Stuttgart/München 2019, ISBN 978-3-415-06281-8.
- Baden-Württemberg:
  - Reiner Belz, Eike Mußmann, Henning Kahlert, Gerald G. Sander: Polizeigesetz für Baden-Württemberg, 9. Auflage, Stuttgart 2022, ISBN 978-3-415-07109-4.
  - Ulrich Stephan, Johannes Deger, Günter Wörle, Heinz Wolf, begründet von Hermann Reiff: Polizeigesetz für Baden-Württemberg. Kommentar, 7. Auflage, Stuttgart 2014, ISBN 978-3-415-05247-5.
- Bayern: Wilhelm Schmidbauer, Udo Steiner: Bayerisches Polizeiaufgabengesetz, 3. Auflage, München 2011, ISBN 978-3-406-61167-4.
- Berlin: Michael Knape, Ulrich Kiworr, Günter Berg, Karl-Ernst von Hein: Allgemeines Polizei- und Ordnungsrecht für Berlin. Kommentar für Ausbildung und Praxis, 10. Auflage, Hilden 2009, ISBN 978-3-8011-0611-9.
- Bremen: Rolf Schmidt: Bremisches Polizeigesetz. Studien- und Praxiskommentar, 1. Auflage, Grasberg bei Bremen 2006, ISBN 978-3-86651-001-2.
- Hamburg: Eisenmenger, Sven/Pfeffer, Kristin, Handbuch Hamburger Polizei- und Ordnungsrecht für Studium und Praxis, RICHARD BOORBERG VERLAG, 1. Aufl. Stuttgart 2020, ISBN 978-3-415-06856-8.
- Niedersachsen: Norbert Ulrich, Bernhard Weiner, Karl-Heinz Brüggemann: Niedersächsisches Polizeirecht für Studium, Prüfung und Praxis. Stuttgart/München 2012, ISBN 978-3-415-04900-0.
- Nordrhein-Westfalen
  - Henning Tegtmeyer, Jürgen Vahle: Polizeigesetz Nordrhein-Westfalen (PolG NRW). Kommentar, 12. Auflage, Stuttgart/München 2018, ISBN 978-3-415-06206-1.
  - Hans-Michael Wolffgang, Michael Hendricks, Matthias Merz: Polizei- und Ordnungsrecht Nordrhein-Westfalen. Studienbuch mit Fällen, 3. Auflage, München 2011, ISBN 978-3-406-61578-8.
- Rheinland-Pfalz: Dietrich Rühle, Hans-Jürgen Suhr: Polizei- und Ordnungsbehördengesetz Rheinland-Pfalz: Kommentar für Studium und Praxis, 5. Auflage, Baden-Baden 2013, ISBN 978-3-8329-7966-9.
- Saarland: Herbert Mandelartz, Helmut Sauer, Bernhard Strube: Saarländisches Polizeigesetz. Kommentar für Studium und Praxis, Hilden 2002, ISBN 3-8011-0435-4.
- Sachsen:
  - Online-Kommentar
  - Reiner Belz, Hartwig Elzermann: Polizeigesetz des Freistaates Sachsen. Kommentar für Praxis und Ausbildung, 4. Auflage, Stuttgart 2009, ISBN 978-3-555-54040-5.

### Polizeirecht des Bundes
- Bundespolizeigesetz
- BKA-Gesetz
- Zollverwaltungsgesetz
- Versammlungsgesetz

### Polizeirecht der Länder
- Baden-Württemberg: Polizeigesetz (PolG)
- Bayern: Polizeiaufgabengesetz (PAG), Polizeiorganisationsgesetz (POG)
- Berlin: Allgemeines Sicherheits- und Ordnungsgesetz
- Brandenburg: Brandenburgisches Polizeigesetz (BbgPolG), Ordnungsbehördengesetz (OBG)
- Bremen: Bremisches Polizeigesetz (BremPolG)
- Hamburg: Gesetz zum Schutz der öffentlichen Sicherheit und Ordnung (SOG)
- Hessen: Hessisches Gesetz über die öffentliche Sicherheit und Ordnung (HSOG)
- Mecklenburg-Vorpommern: Sicherheits- und Ordnungsgesetz (SOG M-V)
- Niedersachsen: Niedersächsisches Polizei- und Ordnungsbehördengesetz (NPOG)
- Nordrhein-Westfalen: Polizeigesetz des Landes Nordrhein-Westfalen (PolG NRW), Ordnungsbehördengesetz (OBG NRW), Polizeiorganisationsgesetz (POG NRW)
- Rheinland-Pfalz: Polizei- und Ordnungsbehördengesetz (POG)
- Saarland: Saarländisches Polizeigesetz (SPolG)
- Sachsen: Sächsisches Polizeibehördengesetz
- Sachsen-Anhalt: Gesetz über die öffentliche Sicherheit und Ordnung des Landes Sachsen-Anhalt (SOG LSA)
- Schleswig-Holstein: Abschnitt 3 des Landesverwaltungsgesetzes (LVwG)
- Thüringen: Polizeiaufgabengesetz (PAG), Ordnungsbehördengesetz (OBG)